# Пэтриот
«Пэтриот» (англ. Patriot, с англ. — «патриот», войсковой индекс — MIM-104) — американский зенитный ракетный комплекс большого радиуса действия, состоящий на вооружении Армии США и армий ряда других стран. 
Производится группой американских компаний во главе с «Рэйтеон». Комплекс «Пэтриот» создавался для замены зенитно-ракетных комплексов «Найк Геркулес» и «Хок» в качестве универсального средства противовоздушной обороны позиционных районов войск на средних и больших высотах. Помимо этого, Patriot должен был обеспечивать противоракетную оборону (ПРО) на уровне армии США. В октябре 1980 года был подписан контракт на производство серийной партии комплексов и ракет, в декабре 1981 года начались поставки в войска. На вооружение принят в 1982 году.
Официальное словесное название комплекса является бэкронимом от фразы англ. Phased Array Tracking Radar to Intercept On Target ([комплекс, сопряжённый с] РЛС сопровождения c фазированной антенной решёткой для перехвата цели по линии визирования). В войсках за характерный вид контейнерной пусковой установки комплекс неформально называют «мусоровоз с гидроприводом» (dumpster on hydraulics).
В настоящий момент эксплуатируется и поставляется в другие страны усовершенствованная версия системы, «Patriot» PAC-3.
Цена поставки 9 батарей (по 4 ПУ на батарею) систем «Пэтриот» может доходить до 9 млрд $ (включает в себя 36 ПУ ЗУР «Пэтриот» PAC-3 (9 батарей по 4 ПУ), 288 ЗУР «Пэтриот» PAC-3, 216 ЗУР с усовершенствованным наведением GEM-T, 10 комплектов РЛС с фазированной решёткой, 10 контрольных станций захвата цели). Стоимость пуска одной ракеты составляет от 3 до 8 млн долл. США в зависимости от типа ракеты.

## История

### Предыстория
Разрабатывавшийся с 1951 года проект противоракеты SAM-A-19 Plato мобильной системы защиты подразделений Армии США от ракет средней и меньшей дальности (менее 3000 км) был закрыт в феврале 1959 года. Армия США начала поиск замены, способной защитить полевые подразделения от баллистических ракет противника. В сентябре того же года были начаты работы по программе FABMDS (англ. Field Army Ballistic Missile Defense System). По май 1960 года включительно армия США проводила внутреннее изучение требований к системе в целях определения правильного облика ЗРК, как результат, было определено, что должен быть разработан полностью мобильный комплекс ПВО/ПРО с возможностью одновременного обстрела четырёх целей с более чем 95%-й вероятностью поражения баллистических ракет. В ответ на запрос предложений по FABMDS от оборонной промышленности, к июлю 1960 года было получено в общей сложности 17 предложений. В сентябре того же года были заключены контракты на разработку технико-экономического обоснования (ТЭО) проекта с Convair, General Electric, Martin, Hughes, Sylvania Electric и Raytheon. По результатам рассмотрения представленных ТЭО в период с июля по сентябрь 1961 года был выбран проект компании «Дженерал Электрик».
FABMDS, разрабатывавшаяся General Electric, была довольно большой и тяжёлой системой. Мобильность комплекса была пожертвована в пользу реализации защиты от широчайшего спектра возможных угроз, включая баллистические ракеты с дальностью в диапазоне от 90 до 1500 км. Предполагалось, что ракеты FABMDS будут оснащены боевой частью в ядерном снаряжении, что, очевидно, вносило ограничения на минимальные высоту подрыва и дальность стрельбы.
В конце концов, руководство МО США пришло к выводу, что ограниченные возможности, предлагавшиеся к реализации в FABMDS, при использовании доступных в то время технологий не смогут оправдать высокую стоимость и время, затраченное на разработку. Соответственно, контракт на разработку FABMDS с «Дженерал Электрик» заключён не был, а программа была официально закрыта в октябре 1962 года. Но несмотря на то, что работы по программе FABMDS были прекращены, была сразу же начата новая программа, названная AADS-70 (англ. Army Air-Defense System — 1970) — фактически, являвшаяся продолжением FABMDS под другим обозначением. Предполагалось, что разрабатывавшийся в рамках программы AADS-70 ЗРК дополнит, а в дальнейшем и заменит находившийся на вооружении армии США комплекс ПВО «Хок».

### Задействованные структуры
В работе над комплексами «Пэтриот» с модификациями и сопутствующего оборудования были задействованы следующие структуры:
Генеральный подрядчик
- Комплекс в целом — Raytheon Co., Андовер (основное производство) и Бедфорд, Массачусетс (регламентное заводское обслуживание, работы по модернизации).

Ассоциированный подрядчик
- Ракета — Martin-Marietta Corp. → Lockheed Martin Missiles and Fire Control[англ.], Орландо, Флорида; Lockheed Martin Vought Systems, Гранд-Прери, Техас.

Субподрядчики
- Ракетный двигатель — Thiokol Chemical Corp., Хантсвилл, Алабама; Atlantic Research Corp., Камден, Арканзас и Гейнсвилл, Виргиния; Hercules Powder Co., Камберленд, Мэриленд;
- Газовый аккумулятор давления — Allied Signal, Inc.[англ.], Балтимор, Мэриленд;
- Транспортно-пусковой контейнер — Brunswick Corp., Линкольн, Небраска;
- Контейнеры для оборудования и личного состава — Gichner Systems Group, Inc., Далластаун, Пенсильвания;
- Инерциальная навигационная система — Litton Industries, Inc., Уильямспорт, Пенсильвания; Вудленд-Хилс, Калифорния; Клифтон-Хайтс, Пенсильвания; Systron Donner Corp., Сильмар, Калифорния;
- Предохранительно-исполнительный механизм — Honeywell Inc., Клируотер, Флорида и Миннеаполис, Миннесота; KDI Corp., Цинциннати, Огайо;
- Боевая часть — Explosive Technology, Inc., Фэрфилд, Калифорния;
- Конический обтекатель — Coors Porcelain Co.[англ.], Голден, Колорадо; Brunswick Corp., Марион, Виргиния;
- Радиолокационные средства — Andersen Laboratories, Inc., Блумфилд, Коннектикут; Microwave Technologies, Inc., Реймонд, Мэн; Lucas Epsco, Inc., Хопкинтон, Массачусетс;
- Запоминающие устройства — Kaman Aerospace Corp., Raymond Engineering Division, Мидлтаун, Коннектикут;
- Аналоговые устройства — AMCO Engineering Co., Шиллер-Парк, Иллинойс; Analog Devices, Inc., Гринсборо, Северная Каролина;
- Устройства визуализации и озвучивания данных — National Audio-Visual Association, Inc., Фэрфакс, Виргиния; Kidde, Inc.[англ.], Ovenaire-Audio-Carpenter Division, Шарлотсвилл, Виргиния;
- Микросхемы — Unitrode Corp., Micro Networks Division, Вустер, Массачусетс; Arrow Electronics, Inc.[англ.], Уинстон-Сейлем, Северная Каролина;
- Электронная аппаратура — Sylvania Electric Products, Inc.[англ.], GTE Corp.[англ.], Тонтон, Массачусетс и Тоуэнда, Пенсильвания; Hughes Aircraft Corp., Торренс, Калифорния; Motorola, Inc., Финикс, Аризона; Pacific Scientific[англ.], Прескотт, Аризона; Varian Associates, Inc., Пало-Альто, Калифорния и Беверли, Массачусетс; Ampex Corp., Саннивейл, Калифорния; Rantec Corp., Калабасас, Калифорния; Kaiser Electroprecision, Ирвайн, Калифорния; Zeta Laboratories, Сан-Хосе, Калифорния; TRW, Inc., Кампбелл, Калифорния; Signetics Corp.[англ.], Саннивейл, Калифорния; Loral Corp., Сан-Диего, Калифорния и Даллас, Техас; Tecnetics, Inc., Боулдер, Колорадо; Murata Erie North America, Inc., Смерна, Джорджия; Quality Thermistor, Inc., Бойсе, Айдахо; Networks International Corp., Ленекса, Канзас; Dale Electronics, Inc., Колумбус, Небраска; GEC-Marconi Aerospace, Inc.[англ.], Френчтаун, Нью-Джерси; Alliance Electronics, Inc., Скоттсдейл, Аризона; RHG Electronics Laboratory, Inc., Дир-Парк, Нью-Йорк;
- Электротехническая аппаратура — Piezo Technology, Inc., Орландо, Флорида; Hartman Electrical Manufacturing Co., Атланта, Джорджия; Torotel, Inc., Сент-Луис, Миссури; Electron Power Inc., Sensitron Semiconductor Division, Дир-Парк, Нью-Йорк;
- Электронно-вычислительная техника — Rockwell International Corp., Tac System Division, Атланта, Джорджия; Дулут, Джорджия; Анахайм, Калифорния и Даллас, Техас; Paravant Computer Systems, Inc.[англ.], Мелборн, Флорида; MountainGate Data Systems, Inc., Рино, Невада; SCI Systems, Inc.[англ.], Хантсвилл, Алабама; Valley Enterprises, Inc., Санди, Юта;
- Программное обеспечение — Teledyne Brown Engineering Co.[англ.], Хантсвилл, Алабама; Маунтин-Вью, Калифорния;
- Тактический симулятор воздушной обстановки (Tactical Operation Simulator, сокр. TOS) — Science Applications, Inc., Хантсвилл, Алабама;
- Тренажёр оператора (Operator/Tactics Trainer, сокр. OTT) — Sanders Associates, Inc. Нашуа, Нью-Гэмпшир; Lockheed Sanders, Inc., Мерримак, Нью-Гэмпшир;
- Приводы — Rust Tractor of New Mexico, Inc. → J.L. Rust Co., Альбукерке, Нью-Мексико; BEC Pressure Controls Corp., Давенпорт, Айова; Irving B. Moore Corp., Лексингтон, Кентукки; G.S. Precision, Inc., Братлборо, Вермонт;
- Источники питания — Eagle-Picher Co.[англ.], Джоплин, Миссури; Lucas Aerospace Power Equipment Corp., Орора, Огайо; OECO, Милуоки, Орегон;
- Генераторы — Transamerica DeLaval, Inc., Special Products Division, Кливленд, Огайо; Sundstrand Corp.[англ.], Редмонд, Вашингтон;
- Конденсаторы — Kemet Corp.[англ.], Гринвилл, Южная Каролина;
- Пьезокерамические изделия — EDO Corp.[англ.], Солт-Лейк-Сити, Юта;
- Усилители — Tron-Tech, Inc., Итонтаун, Нью-Джерси;
- Кабели — W. L. Gore & Associates, Inc.[англ.], Ньюарк, Делавэр; Cherokee Nation Industries, Inc., Стилуэлл, Оклахома; Woven Electronics Corp., Симпсонвилл, Южная Каролина;
- Перемычки — Aerospace Interconnect Systems, Inc., Тайтусвилл, Флорида;
- Переходники — MINCO Products, Inc.[англ.], Миннеаполис, Миннесота;
- Клапаны — Haigh-Farr, Inc., Вуберн, Массачусетс;
- Воздушные фильтры — Airsan Corp., Милуоки, Висконсин;
- Крепёжные детали — Hi-Shear Technology Corp., Торренс, Калифорния; Transamerica DeLaval, Inc., Adel Fasteners Division, Ньюэлл, Западная Виргиния;
- Шарикоподшипники — Kaydon Engineering Corp., Маскигон, Мичиган;
- Полимерные изделия — Alcoa Composites, Inc., Fibertek Division, Спрингвилл, Юта;
- Металлические изделия — Prescott Foundry, Прескотт, Аризона; ARC & LV, Камден, Аризона; Taber Metals, Расселвилл, Арканзас; Aluminum Forge, Индианаполис, Индиана; CPI-Louisiana, Inc., Бруссард, Луизиана; Metal Masters, Inc., Гантаун, Миссисипи; West Milton Precision Machine & Tool, Inc., Вандалия, Огайо; Jade Manufacturing Co., Inc., Уорик, Род-Айленд; Precision Castings of Tennessee, Inc., Галлатин, Теннесси.

### SAM-D
15 октября 1964 года Секретарь обороны США Роберт Макнамара дал указание о переименовании программы разработки армейской системы ПВО для 1970-х годов AADS-70 (Army Air Defense System for the 1970s) в SAM-D (англ. Surface-to-Air Missile, Development). Собственно работы по созданию зенитного ракетного комплекса SAM-D были начаты в январе 1965 года. Тактико-технические требования на комплекс были расплывчаты и часто менялись, однако, всегда содержали требование не только о возможности защиты от аэродинамических средств воздушного нападения, но и о защите от баллистических ракет малой дальности.
В 1965 году компания Raytheon получила контракт на проведение предварительных работ по проекту, в мае 1967 года она была выбрана в качестве генерального подрядчика по разработке SAM-D и назначена безальтернативным поставщиком, а огневые испытания опытных образцов ракет SAM-D начались в ноябре 1969 года.
Этап технической разработки начался в 1973 году, однако, в январе 1974 года в тактико-технические требования к проекту были внесены значительные изменения. Эти изменения предписывали реализовать принцип «сопровождения через ракету» (англ. Track-Via-Missile), когда отражённый от цели сигнал наземной РЛС принимался пассивной головкой летящей ЗУР, а не самой РЛС, и по помехоустойчивому каналу связи транслировался на наземный пункт управления, где обрабатывался быстродействующим компьютером и формировались команды наведения передаваемые далее на борт управляемой ракеты. Такой принцип позволяет упростить и снизить стоимость бортового оборудования ракеты, а также задействовать в системе мощные средства обработки радиоэлектронных сигналов. Учитывая это, а также то, что ракета всегда ближе к цели, чем наземная РЛС, этот метод значительно улучшает точность и способность отсеивать ложные цели.
Необходимость реализации нового требования привела к значительной задержке в разработке ЗРК — полномасштабная разработка SAM-D была начата только в январе 1976 года, после того, как полуактивное наведение через ракету было продемонстрировано на испытаниях в 1975 году. В это же время было присвоено официальное обозначение XMIM-104А, а в мае 1976 года SAM-D был переименован в «Пэтриот».

### Patriot
Испытания ракет и наземного оборудования комплекса Patriot продолжались до конца 1970-х годов, его стоимость составила 2,3 млрд долларов. Эти затраты оценивались как значительные и были обусловлены большой сложностью комплекса и стремлением добиться высокого уровня тактико-технических характеристик; считается, что в определённой степени они были скомпенисированы снижением расходов на содержание личного состава и техническое обслуживание по сравнением с ЗРК «Усовершенствованный Хок» и «Найк Геркулес». Всего программа разработки ракеты от получения контракта на проведение ОКР и испытаний до первого пуска управляемого опытного прототипа продлилась 35 месяцев. В общей сложности в рамках испытаний исходной модели комплекса состоялось 62 пуска.
В октябре 1980 года был выдан первый контракт на производство MIM-104A Patriot. Войсковые испытания начаты в 1981 году, а в 1984 году Patriot, наконец, достиг начальной оперативной готовности, встав на вооружение первого подразделения в Армии США.
Военный контингент в Республике Корея в 2017 года принял на вооружение модернизированные комплексы «Пэтриот». Установка комплекса и обучение персонала проводились восемь месяцев.
ЗРК «Patriot» PAC-1 — начало разработки март 1985 г. ЗРК «Пэтриот» РАС-1 был испытан на полигоне Уайт-Сэндз в сентябре 1986 г. при перехвате баллистической ракеты «Лэнс» на высоте около 8 км и дальности 13 км. Скорость полёта цели в момент перехвата составляла 2 М, скорость противоракеты — 3 М. В результате перехвата после взрыва боевой части 3УP были повреждены рулевые поверхности атакующей ракеты и она сошла с намеченного курса. Остатки ракеты «Лэнс» рухнули на землю в 5 км от цели, которую она должна была поразить. Первые установки PAC-1 поставлены на боевое дежурство в июле 1988 года.
Вероятность поражения самолёта — 0,8-0,9, тактической ракеты — 0,3-0,4 одной ракетой в отсутствие помех. Наибольшая скорость цели — 2500 м/с (но для перехвата ракетой скорость — не более 1800 м/с), дальность — до 100 км, баллистической — 25, время реакции — 15 секунд, число целей для одновременного обстрела — максимум 8, интервал между пусками ракет — 3 секунды. Радар раннего обнаружения ограничен сектором 90°, далее цель ведёт РЛС подсвета и наведения, которая корректирует ракету, на конечном участке ракета наводится на сигнал РЛС РПН, отражённый от цели (радиокорекция + пассивное наведение). Высота цели — до 25 км (баллистической — до 11, что оставляет очень мало времени на перехват). Время подготовки к бою после смены позиции — 30 минут.
ЗРК «Patriot» PAC-2 испытан в 1987 г. Принят на вооружение в 1990 г.
Вероятность поражения самолёта — 0,8-0,9, тактической ракеты — 0,3-0,4 одной ракетой в отсутствие помех. Высота поражения баллистических целей — до 11 км (3-12), радиус — 20 км против баллистических целей.
Военно-воздушные силы Республики Корея 30 октября 2018 г. на полигоне Тэчхон провели испытания системы противовоздушной обороны США «Пэтриот», в ходе которых ракета «PAC-2» класса «земля-воздух» взорвалась через четыре секунды после запуска из-за возникших отклонений от нормальной программы полёта. Жертвы среди мирного населения и военнослужащих отсутствуют.
ЗРК «Patriot» PAC-3 испытан в 1997 году. Принят на вооружение в 2001 году.
Вероятность поражения самолёта — 0,8-0,9, тактической ракеты — 0,6-0,8 одной ракетой в отсутствие помех. Максимальная скорость цели — 1600 м/c. Высота поражения баллистических целей — до 15 км. Также сообщалось о повышении высоты поражения баллистических целей до 20 км.
Недостаток режима ПРО
Он нуждается в специальном спутнике, который находится на орбите. Этот спутник должен заранее сообщить на локационную станцию PATRIOT’а координаты ракеты и траекторию её полёта.

## Состав
- пункт управления (КП батареи) AN/MSQ-104
- многофункциональная радиолокационная станция (РЛС) AN/MPQ-65 (поступает на вооружение вместо AN/MPQ-53)
- до восьми пусковых установок (ПУ) М901
- зенитные управляемые ракеты MIM104 (MIM104C для модификации PAC-2)
- источники энергоснабжения AN/MJQ-20
- средства связи комплекса
  - радиорелейные станции AN/MCR-137
  - антенно-мачтовые устройства (максимальная высота 30,5 м)
- вспомогательное эксплуатационное оборудование
  - транспортно-заряжающие машины (тягач М819 с подъёмным краном и полуприцеп М269А1 с четырьмя ТПК)
  - подвижный пункт технического обслуживания на шасси М814 с генератором, размещённым на прицепе
  - автомобиль для транспортировки малогабаритных запасных частей
  - тягач М819 с подъёмным краном и полуприцеп для крупных запасных частей
- средства радиотехнической и тактической маскировки (в составе дивизиона из шести батарей)

## Конструкция
Наведение ракеты MIM-104 на цель осуществляется радиокомандным управлением с земли с помощью метода «слежения через ракету» (TVM — сокр. англ. Track-Via-Missile). Летящая ракета принимает отражённый от цели сигнал наземной РЛС и ретранслирует его по одностороннему каналу связи на командный пост. Так как ракета в полёте всегда находится ближе к цели, чем сопровождающий цель радар, то отражённый от цели сигнал принимается ракетой более эффективно, что обеспечивает большую точность и более эффективное противодействие помехам. Таким образом, излучатель РЛС наведения работает на две приёмные станции: приёмник самого радара и приёмник ракеты. Управляющий компьютер сопоставляет данные, полученные от наземной РЛС и от самой ракеты и вырабатывает поправки к траектории, направляя ракету в цель.
Модель MIM-104B имеет режим полностью автономного пассивного наведения ракеты на источник сигнала. Такой режим может использоваться для эффективного поражения самолётов ДРЛО, постановщиков радиопомех и наземных радаров, действующих в радиусе действия системы.

## Состав комплекса

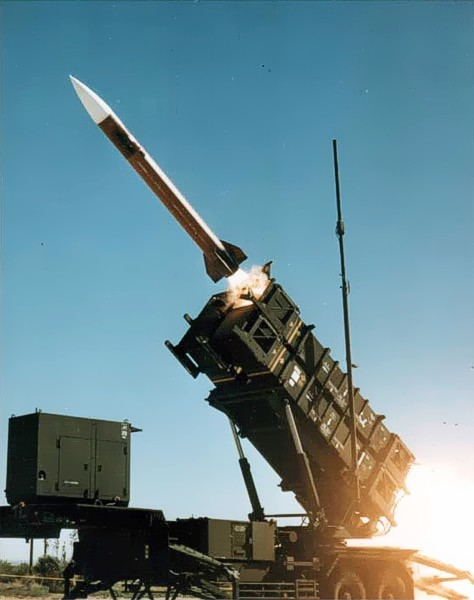
Пусковая установка комплекса «Пэтриот» в модификации PAC-2

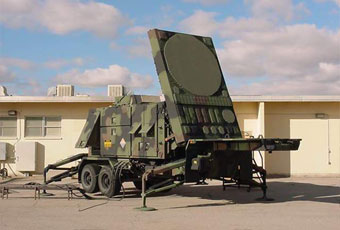
РЛС AN/MPQ-53

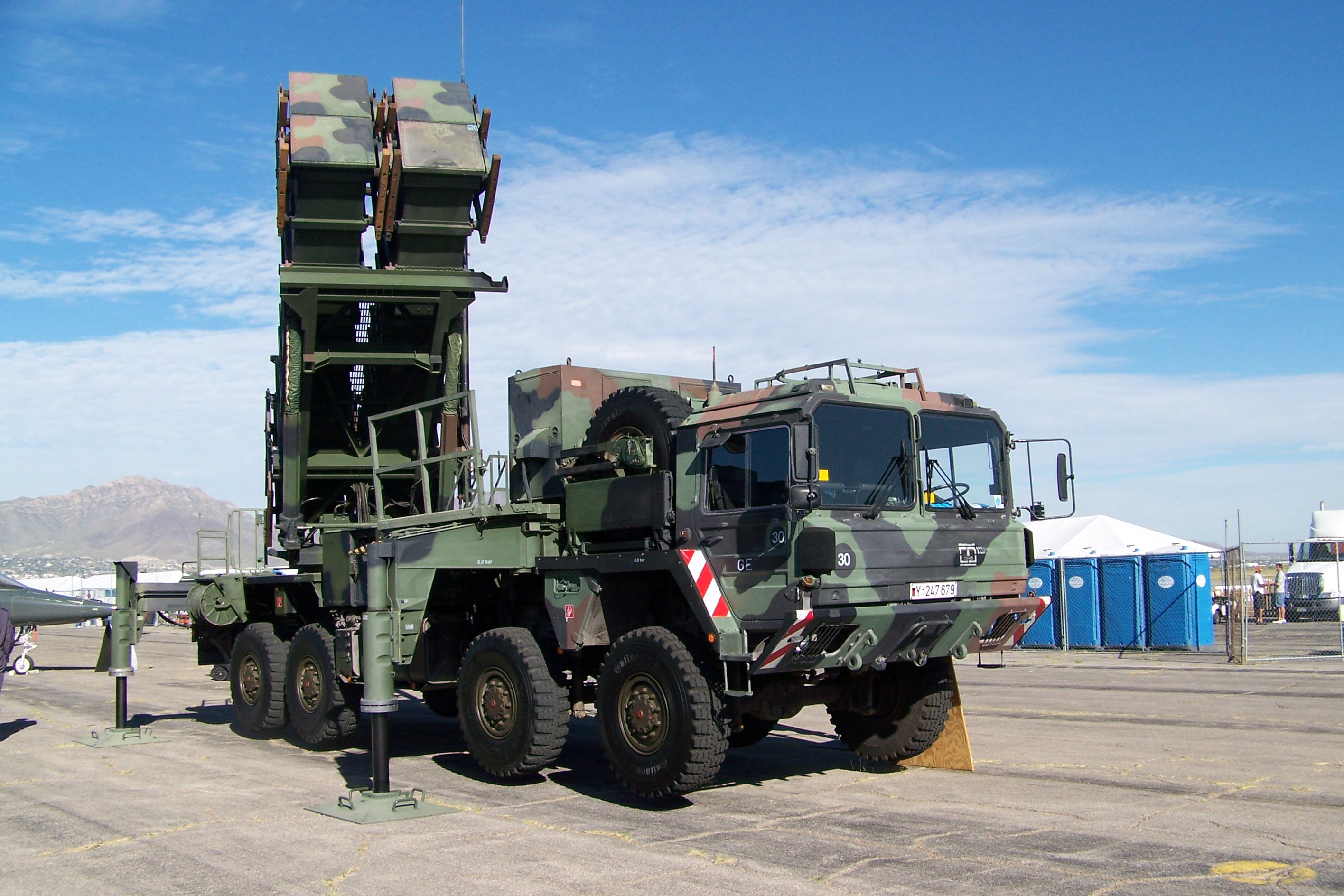
Комплекс «Пэтриот», Люфтваффе

### РЛС
Комплекс использует универсальные РЛС, выполняющие функции как обнаружения и отслеживания целей, так и целеуказания и управления ракетами.
Может получать целеуказание от РЛС воздушного базирования Е-3 «Сентри» напрямую без участия посреднических командных пунктов.
Радар предварительного обнаружения работает в секторе 90 градусов. Обычно все комплексы ПВО имеют круговой обзор.

#### AN/MPQ-53
Многофункциональная РЛС, основная приёмопередающая ФАР которой, диаметром 2,44 метра, используется при обнаружении, сопровождении и подсветке целей, слежении за ракетами и передаче команд. Она представляет собой решётку с пространственным проходным методом запитки, состоящую из 5161 излучающего элемента с ферритовыми фазовращателями. Вся просматриваемая зона делится на 32 сектора (по 90 квадратных градуса), при просмотре каждой из них РЛС сканирует построчно лучём ФАР, время сканирования составляет 3,2 с
- Диапазон длин волн 5,5 — 6,7 см (4-6 ГГц)
- Сектор обзора в режиме поиска:
  - по азимуту от +45 до −45°
  - по углу места 1 — 73°
- Сектор сопровождения в режиме наведения через ракету:
  - по азимуту от +55 до −55°
  - по углу места 1 — 83°
- Дальность обнаружения при ЭПР цели:
  - 0,1 м² (головная часть ракеты) 70 км,
  - 0,5 м² (ракета) — 100 км
  - 1,5 м² (истребитель) — 130 км
  - 10 м² (бомбардировщик) — 180 км
- одновременное сопровождение до 125 целей
- максимальная скорость цели 2200 м/с
- одновременное наведение до 6 ракет
- Время обнаружения 8-10 с
- Время развёртывания 25 мин

РЛС устанавливается в направлении ожидаемой угрозы и сохраняет это положение в процессе стрельбы. Направление антенны по азимуту может быть изменено в перерывах между отражениями налётов дистанционно: по команде с пункта управления путём поворота всей РЛС относительно полуприцепа.

#### AN/MPQ-65
РЛС для PAC-3, с расширенными возможностями отслеживания баллистических целей.

### ЗУР
- MIM-104A — для перехвата аэродинамических целей.
- MIM-104B — с дополнительной функцией пассивного наведения на постановщики помех или наземные РЛС.
- MIM-104C/D/E — для перехвата баллистических целей.

#### MIM-104
- Диаметр ракеты: 410 мм
- Длина ракеты: 5310 мм
- Размах стабилизаторов: 870 мм
- Масса ракеты: 912 кг
- Масса ракеты в ТПК: 1696 кг
- Масса боевой части: 91 кг

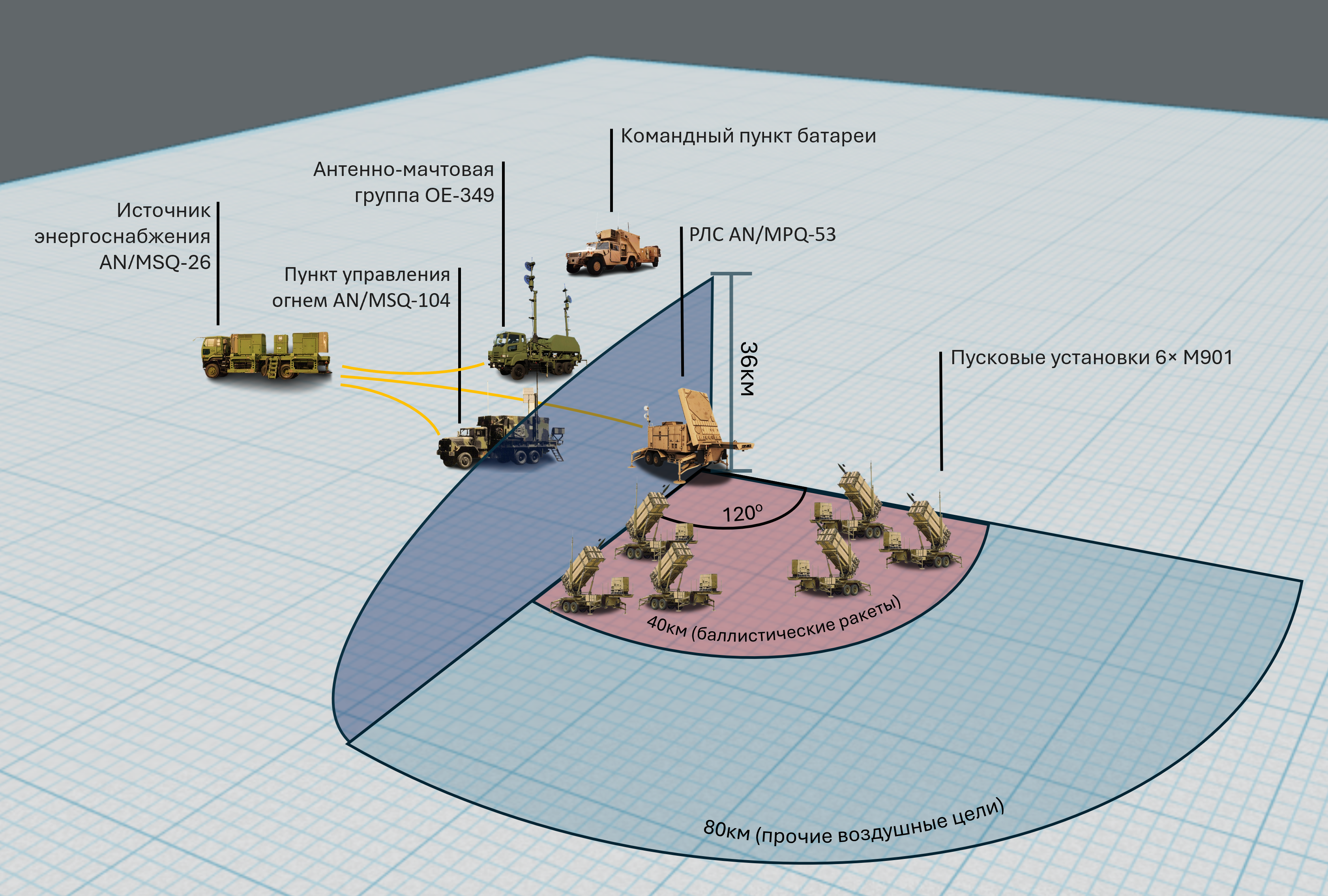
Схематическое отображение работы батареи комплекса ЗРК MIM-104 Patriot в модификации PAC-3

- Макс. скорость полёта: не более 1700 м/с ракеты[31] 1800 м/с цели[20]
  - MIM-104A/B 3 Маха
  - MIM-104C 5 Маха (PAC-2)
- Дальность стрельбы
  - минимальная: 3 км
  - максимальная по баллистической цели: 20 км (MIM-104C/D/E)
  - максимальная по аэродинамической цели: 80 км, максимум 100 от РЛС с учётом удаления дивизиона и ПУ[30].
- Высота поражения цели
  - минимальная: 0,06 км
  - максимальная: 24/25 км
- Макс. поперечные перегрузки: 30 g
- Время полёта: 8,3-17 с
- Время работы двигателя 11,5 с
- Тяга более 11 т
- Количество ракет на ПУ: 4[32]

#### Противоракета ERINT
PAC-3 (программа MSE 1999 года)
- Диаметр ракеты: 254 мм
- Длина ракеты: 4826 мм
- Масса ракеты: 316 кг
- Масса боевой части: 24 кг (кинетический перехватчик)
- Масса поражающего вольфрамового фрагмента: 0,214 кг
- Высота поражения цели: до 20 км[34]
- Дальность поражения цели баллистической не маневрирующей цели/маневрирующей любой[25]: 20 /15 км, может повышаться до 45 км от радара за счёт удаления ПУ от радара.
- Количество ракет на ПУ: 16 (вмещается по 4 в стандартную ячейку, рассчитанную на одну ракету MIM-104)
- Система наведения: АРГСН мм (Ka) диапазона

#### Пусковая установка
ПУ M901/902/903 это автономные устройства с дистанционным управлением которые могут поворачивать ЗУР в контейнере по азимуту в пределах от +110 до −110° относительно своей продольной оси. Угол старта ракет фиксированный — 38° от линии горизонта.

## Шасси комплекса
Агрегаты комплекса «Пэтриот» имеют различное базовое шасси, в зависимости от страны. Если в США это, как правило, автотягачи фирмы «Kenworth» или Ошкош, то в Германии это — «Ман», а, например, в Нидерландах — «Джинаф».

## Испытания
Основная масса испытательных пусков и стрельбовых испытаний с момента начала пусков заводской командой испытателей в 1972 году и до учебных пусков штатных зенитных ракетных подразделений после принятия комплекса на вооружение в 1982 году и позже проводилась на площадке № 38 армейского испытательного полигона «Уайт-Сендз» штат Нью-Мексико. Испытания комплекса военнослужащими регулярных воинских частей на втором этапе испытаний (OT II) проводились одновременно в Форт-Блисс, штат Техас.
| Перечень пусков по программе испытаний | Перечень пусков по программе испытаний | Перечень пусков по программе испытаний | Перечень пусков по программе испытаний | Перечень пусков по программе испытаний | Перечень пусков по программе испытаний | Перечень пусков по программе испытаний | Перечень пусков по программе испытаний | Перечень пусков по программе испытаний |
| № п.п. | Этап                                   | ЭМИ                                    | Стадия                                 | Подразделение или воинская часть       | Дата                                   | Подробности | Результат                              | Мес                                    |
| Неуправляемые (SAM-D) | Неуправляемые (SAM-D)                  | Неуправляемые (SAM-D)                  | Неуправляемые (SAM-D)                  | Неуправляемые (SAM-D)                  | Неуправляемые (SAM-D)                  | Неуправляемые (SAM-D) | Неуправляемые (SAM-D)                  | Неуправляемые (SAM-D)                  |
| Управляемые по проводам (SAM-D) | Управляемые по проводам (SAM-D)        | Управляемые по проводам (SAM-D)        | Управляемые по проводам (SAM-D)        | Управляемые по проводам (SAM-D)        | Управляемые по проводам (SAM-D)        | Управляемые по проводам (SAM-D) | Управляемые по проводам (SAM-D)        | Управляемые по проводам (SAM-D)        |
| --- | -------------------------------------- | -------------------------------------- | -------------------------------------- | -------------------------------------- | -------------------------------------- | --- | -------------------------------------- | -------------------------------------- |
| Свыше 100 пусков массо-габаритных макетов ракеты с передачей команд управления ракетой по проводам с земли с системой наведения от ЗУР MIM-23, а затем SAM-D в период 1972—1974 гг. (из них ок. 75 % успешных) для испытания аэродинамических качеств ракеты, работы двигателя и др. Пуски осуществлялись заводской командой |                                        |                                        |                                        |                                        |                                        | |                                        |                                        |
| Управляемые по проводам (SAM-D) |                                        |                                        |                                        |                                        |                                        | |                                        |                                        |
| 1 | 0                                      | ЕФ                                     | эксперимент                            | заводская команда                      | 29 ноября 1973                         | пуск опытного прототипа без боевой части с управлением по проводам (CTV) | аварийный пуск                         | -15                                    |
| 2 | 0                                      | ЕФ                                     | эксперимент                            | заводская команда                      | 1973                                   | | успешный пуск                          | -                                      |
| 3 | 0                                      | ЕФ                                     | эксперимент                            | заводская команда                      | 1973                                   | | успешный пуск                          | -                                      |
| 4 | 0                                      | ЕФ                                     | эксперимент                            | заводская команда                      | 1973                                   | | успешный пуск                          | -                                      |
| 5 | 0                                      | ЕФ                                     | эксперимент                            | заводская команда                      | 24 апреля 1974                         | ракета долетела до средней точки возвышения траектории полёта, после чего полёт был прекращён по команде с земли, все команды управления выполнялись безупречно | успешный пуск                          | -10                                    |
| 6 | 0                                      | ЕФ                                     | эксперимент                            | заводская команда                      | 1974                                   | | успешный пуск                          | -                                      |
| 7 | 0                                      | ЕФ                                     | эксперимент                            | заводская команда                      | 20 июня 1974                           | первый захват ракеты РЛС сопровождения после пуска | успешный пуск                          | -8                                     |
| 8 | 0                                      | ЕФ                                     | эксперимент                            | заводская команда                      | июля 1974                              | | успешный пуск                          | -                                      |
| 9 | 0                                      | ЕФ                                     | эксперимент                            | заводская команда                      | июля 1974                              | | успешный пуск                          | -                                      |
| 10 | 0                                      | ЕФ                                     | эксперимент                            | заводская команда                      | 28 августа 1974                        | | успешный пуск                          | -6                                     |
| Управляемые беспроводным способом |                                        |                                        |                                        |                                        |                                        | |                                        |                                        |
| 1 | I                                      | ЕФ                                     | контрольный эксперимент                | заводская команда                      | 27 февраля 1975                        | первый пуск управляемого опытного прототипа ракеты без боевой части сотрудниками компании Raytheon со стационарной пусковой установки по маневрирующей высотной воздушной цели (самолёту-мишени MQM-34D) на среднем удалении, ракета пролетела вблизи от цели в пределах радиуса сплошного поражения осколками (засчитано условное попадание) | условное попадание                     | 0                                      |
| 2 | I                                      | ЕФ                                     | контрольный эксперимент                | заводская команда                      | 31 марта 1975                          | проверка нормальной работы звеньев в системе «комплекс—ракета», контроль поведения ракеты, работы РЛС сопровождения и наземной электронно-вычислительной техники. пуск ракеты без боевой части по сверхзвуковой воздушной цели летящей на средней высоте (самолёту-мишени MQM-34D) на среднем удалении (засчитано условное попадание) | условное попадание                     | 1                                      |
| 3 | I                                      | ЕФ                                     | контрольный эксперимент                | заводская команда                      | 19 июня 1975                           | пуск ракеты без боевой части по маневрирующей высотной воздушной цели (MQM-34D) на среднем удалении (засчитано условное попадание) | условное попадание                     | 4                                      |
| 4 | I                                      | ЕФ                                     | контрольный эксперимент                | заводская команда                      | 18 июля 1975                           | пуск ракеты без боевой части по маневрирующей высотной воздушной цели (MQM-34D) на среднем удалении (засчитано условное попадание) | условное попадание                     | 5                                      |
| 5 | I                                      | ЕФ                                     | контрольный эксперимент                | заводская команда                      | 15 августа 1975                        | первая проверка эффективности перехвата воздушной цели (MQM-34D) маневрирующей на предельно малой высоте, на пределе ближней границы зоны поражения, проходимости радиосигнала со станции наведения ракеты через клубы пыли и реактивную струю удаляющейся ракеты, общей манёвренности и быстродействия в системе «оператор—ракета», быстроты реагирования рулевых поверхностей ракеты на команды управления сразу после пуска (засчитано условное попадание) | условное попадание                     | 6                                      |
| 6 | I                                      | ЕФ                                     | контрольный эксперимент                | заводская команда                      | 16 сентября 1975                       | | условное попадание                     | 7                                      |
| 7 | I                                      | ЕФ                                     | заводские испытания                    | заводская команда                      | 30 сентября 1975                       | | условный промах                        | 7                                      |
| 8 | I                                      | ЕФ                                     | заводские испытания                    | заводская команда                      | 5 ноября 1975                          | пуск ракеты без боевой части по маневрирующей высотной воздушной цели (переоборудованному беспилотному истребителю PQM-102) | прямое попадание                       | 8                                      |
| 9 | I                                      | ЕФ                                     | заводские испытания                    | заводская команда                      | 26 ноября 1975                         | | н/д                                    | 9                                      |
| | I                                      | ЕФ                                     | заводские испытания                    | заводская команда                      | 19 декабря 1975                        | попытка произвести пуск была неудачной | неисправность                          | 10                                     |
| | I                                      | ЕФ                                     | заводские испытания                    | заводская команда                      | 16 января 1976                         | попытка произвести пуск была неудачной | неисправность                          | 11                                     |
| 10 | I                                      | ЕФ                                     | заводские испытания                    | заводская команда                      | 22 января 1976                         | | н/д                                    | 11                                     |
| 11 | I                                      | ЕФ                                     | заводские испытания                    | заводская команда                      | 6 февраля 1976                         | | н/д                                    | 11                                     |
| 12 | I                                      | ЕФ                                     | заводские испытания                    | заводская команда                      | 19 февраля 1976                        | | н/д                                    | 12                                     |
| 13 | I                                      | ЕФ                                     | заводские испытания                    | заводская команда                      | 19 февраля 1976                        | н/д |                                        | 12                                     |
| 14 | I                                      | ЕФ                                     | заводские испытания                    | заводская команда                      | 19 февраля 1976                        | н/д |                                        | 12                                     |
| 15 | II                                     | РЭП                                    | стрельбовые испытания                  | Fire Unit 1                            | 2 декабря 1976                         | первый пуск ракеты с ОФБЧ военнослужащими испытательного подразделения с применением передвижной опытной станции наведения ракет по высотной воздушной цели (MQM-34D) на среднем удалении под прикрытием самолёта-постановщика помех ВВС США T-39F, начало испытаний помехоустойчивости комплекса и ракеты к воздействию радиоэлектронных помех | цель поражена                          | 21                                     |
| | II                                     | РЭП                                    | стрельбовые испытания                  | Fire Unit 1                            | 28 января 1977                         | попытка произвести пуск была неудачной | неисправность                          | 23                                     |
| 16 | II                                     | РЭП                                    | стрельбовые испытания                  | Fire Unit 1                            | 18 февраля 1977                        | пуск ракеты с ОФБЧ по маневрирующей высотной воздушной цели (MQM-34D) на среднем удалении | цель поражена                          | 24                                     |
| 16 | II                                     | РЭП                                    | стрельбовые испытания                  | Fire Unit 1                            | 30 марта 1977                          | | н/д                                    | 25                                     |
| 17 | II                                     | РЭП                                    | стрельбовые испытания                  | Fire Unit 1                            | 21 апреля 1977                         | | н/д                                    | 26                                     |
| 18 | II                                     | РЭП                                    | стрельбовые испытания                  | Fire Unit 1                            | 21 мая 1977                            | | н/д                                    | 27                                     |
| 19 | II                                     | РЭП                                    | стрельбовые испытания                  | Fire Unit 1                            | 21 мая 1977                            | н/д |                                        | 27                                     |
| 20 | II                                     | РЭП                                    | стрельбовые испытания                  | Fire Unit 1                            | 2 июня 1977                            | | н/д                                    | 27                                     |
| 21 | III                                    | РЭП                                    | стрельбовые испытания                  | Fire Unit 2                            | 4 ноября 1977                          | первый пуск с самоходной пусковой установки, начало испытаний комбинированной системы управления (TVM), сочетающей в себе радиокомандное наведение с земли с полуактивной радиолокационной головки самонаведения | н/д                                    | 32                                     |
| 22 | III                                    | РЭП                                    | стрельбовые испытания                  | Fire Unit 2                            | 8 февраля 1978                         | | н/д                                    | 35                                     |
| 23 | III                                    | РЭП                                    | стрельбовые испытания                  | Fire Unit 2                            | 23 февраля 1978                        | | н/д                                    | 36                                     |
| 24 | III                                    | РЭП                                    | стрельбовые испытания                  | Fire Unit 2                            | 27 февраля 1978                        | | н/д                                    | 36                                     |
| | III                                    | РЭП                                    | стрельбовые испытания                  | Fire Unit 2                            | 27 марта 1978                          | попытка произвести пуск была неудачной | неисправность                          | 37                                     |
| 25 | III                                    | РЭП                                    | стрельбовые испытания                  | Fire Unit 2                            | 24 апреля 1978                         | | н/д                                    | 38                                     |
| 26 | III                                    | РЭП                                    | стрельбовые испытания                  | Fire Unit 2                            | 17 мая 1978                            | пуск ракеты с ОФБЧ по сверхзвуковой цели (QF-86E, б. н. RCAF 23454), цель была повреждена в результате попадания осколков и воздействия ударной волны взрыва, но продолжила полёт, разбилась при посадке | цель повреждена                        | 39                                     |
| 27 | III                                    | РЭП                                    | стрельбовые испытания                  | Fire Unit 2                            | 31 мая 1978                            | одновременный обстрел с одной пусковой установки ракетами с инертной боевой частью трёх воздушных целей (одного PQM-102 и двух MQM-34D) летящих на различной высоте, на разной дальности от огневой позиции. Две ракеты пролетели в пределах зоны сплошного поражения целей, третья не реагировала на команды с земли и самоуничтожилась по истечении лимита времени на перехват (29—31 осуществлённые пуски управляемых ракет) | условное попадание                     | 39                                     |
| 28 | III                                    | РЭП                                    | стрельбовые испытания                  | Fire Unit 2                            | 31 мая 1978                            | одновременный обстрел с одной пусковой установки ракетами с инертной боевой частью трёх воздушных целей (одного PQM-102 и двух MQM-34D) летящих на различной высоте, на разной дальности от огневой позиции. Две ракеты пролетели в пределах зоны сплошного поражения целей, третья не реагировала на команды с земли и самоуничтожилась по истечении лимита времени на перехват (29—31 осуществлённые пуски управляемых ракет) | условное попадание                     | 39                                     |
| 29 | III                                    | РЭП                                    | стрельбовые испытания                  | Fire Unit 2                            | 31 мая 1978                            | одновременный обстрел с одной пусковой установки ракетами с инертной боевой частью трёх воздушных целей (одного PQM-102 и двух MQM-34D) летящих на различной высоте, на разной дальности от огневой позиции. Две ракеты пролетели в пределах зоны сплошного поражения целей, третья не реагировала на команды с земли и самоуничтожилась по истечении лимита времени на перехват (29—31 осуществлённые пуски управляемых ракет) | неисправность                          | 39                                     |
| 30 | III                                    | РЭП                                    | стрельбовые испытания                  | Fire Unit 2                            | 22 июня 1978                           | пуск ракеты для перехвата цели типа «стратегическая крылатая ракета» (XBGM-109) в рамках программы совместных испытаний с КР «Томагавк» по отработке сценариев активной защиты против ракетных ударов ОВД | н/д                                    | 40                                     |
| 31 | III                                    | РЭП                                    | стрельбовые испытания                  | Fire Unit 2                            | 31 августа 1978                        | | н/д                                    | 42                                     |
| 32 | III                                    | РЭП                                    | стрельбовые испытания                  | Fire Unit 2                            | 28 сентября 1978                       | первый пуск ракеты с цифровой головкой самонаведения (MDAGS) | н/д                                    | 43                                     |
| 33 | III                                    | РЭП                                    | стрельбовые испытания                  | Fire Unit 2                            | 4 октября 1978                         | первые испытания огневой производительности комплекса и канальности по цели, последовательный пуск с одной пусковой установки трёх ракет без боевых частей по трём маневрирующим воздушным целям различного типа (двум самолётам-мишеням MQM-34D и одному переоборудованному беспилотному истребителю PQM-104), летящим на разной высоте, на разном удалении от огневой позиции и с разной скоростью полёта, в условиях усложнённой помеховой обстановки (засчитано два условных попадания и один условный промах)                                                                           | условное попадание                     | 43                                     |
| 34 | III                                    | РЭП                                    | стрельбовые испытания                  | Fire Unit 2                            | 4 октября 1978                         | первые испытания огневой производительности комплекса и канальности по цели, последовательный пуск с одной пусковой установки трёх ракет без боевых частей по трём маневрирующим воздушным целям различного типа (двум самолётам-мишеням MQM-34D и одному переоборудованному беспилотному истребителю PQM-104), летящим на разной высоте, на разном удалении от огневой позиции и с разной скоростью полёта, в условиях усложнённой помеховой обстановки (засчитано два условных попадания и один условный промах)                                                                           | условное попадание                     | 43                                     |
| 35 | III                                    | РЭП                                    | стрельбовые испытания                  | Fire Unit 2                            | 4 октября 1978                         | первые испытания огневой производительности комплекса и канальности по цели, последовательный пуск с одной пусковой установки трёх ракет без боевых частей по трём маневрирующим воздушным целям различного типа (двум самолётам-мишеням MQM-34D и одному переоборудованному беспилотному истребителю PQM-104), летящим на разной высоте, на разном удалении от огневой позиции и с разной скоростью полёта, в условиях усложнённой помеховой обстановки (засчитано два условных попадания и один условный промах)                                                                           | условный промах                        | 43                                     |
| 36 | III                                    | РЭП                                    | стрельбовые испытания                  | Fire Unit 2                            | 12 октября 1978                        | первый пуск ракеты с осколочно-фугасной боевой частью по сверхзвуковой цели (переоборудованному в мишень истребителю QF-86E, бортовой номер RCAF 23028), летящей на малой высоте | цель поражена                          | 44                                     |
| 37 | III                                    | РЭП                                    | стрельбовые испытания                  | Fire Unit 2                            | 17 ноября 1978                         | | н/д                                    | 45                                     |
| | III                                    | РЭП                                    | оценка боевой эффективности            | Fire Unit 4/5                          | январь 1979                            | боевое слаживание военнослужащих регулярной воинской части, повышение быстродействия звеньев в системе «оператор—машина», отработка последовательности действий зенитных ракетных расчётов в различных тактических ситуациях боевой обстановки при разных сценариях воздушного нападения без пуска ракет | зачёт                                  | 47                                     |
| 38 | III                                    | РЭП                                    | стрельбовые испытания                  | Fire Unit 2                            | 19 января 1979                         | | н/д                                    | 47                                     |
| | III                                    | РЭП                                    | стрельбовые испытания                  | Fire Unit 2                            | 24 февраля 1979                        | попытка произвести пуск была неудачной | неисправность                          | 47                                     |
| 39 | III                                    | РЭП                                    | стрельбовые испытания                  | Fire Unit 2                            | 6 марта 1979                           | первый пуск ракеты с ОФБЧ с серийного образца самоходной пусковой установки по сверхзвуковой цели (QF-86E), летящей на средней высоте и оснащённой автоматом непрерывного сброса дипольных отражателей | цель поражена                          | 48                                     |
| 40 | III                                    | РЭП                                    | стрельбовые испытания                  | Fire Unit 3                            | 6 апреля 1979                          | пуск ракеты без боевой части по маневрирующей высотной воздушной цели типа «сверхзвуковой истребитель», оснащённой бортовой станцией постановки радиоэлектронных помех (переоборудованному в мишень истребителю PQM-104) на среднем удалении под прикрытием самолёта-постановщика помех ВВС США T-39F, ракета пролетела вблизи от цели в пределах радиуса сплошного поражения осколками (засчитано условное попадание). | условное попадание                     | 49                                     |
| 41 | III                                    | РЭП                                    | стрельбовые испытания                  | Fire Unit 3                            | 15 апреля 1979                         | | н/д                                    | 50                                     |
| | III                                    | РЭП                                    | стрельбовые испытания                  | Fire Unit 3                            | 27 апреля 1979                         | пуск ракеты с ОФБЧ по сверхзвуковой цели (QF-86E, б. н. RCAF 23215) | цель поражена                          | 50                                     |
| 42 | III                                    | РЭП                                    | стрельбовые испытания                  | Fire Unit 3                            | 1 мая 1979                             | | н/д                                    | 50                                     |
| | III                                    | РЭП                                    | стрельбовые испытания                  | Fire Unit 3                            | 17 мая 1979                            | попытка произвести пуск была неудачной | неисправность                          | 50                                     |
| 43 | III                                    | РЭП                                    | стрельбовые испытания                  | Fire Unit 2                            | 15 августа 1979                        | | н/д                                    | 54                                     |
| G2 | III                                    | РЭП                                    | доводочные испытания                   | Fire Unit 2                            | 22 августа 1979                        | | н/д                                    | 54                                     |
| | III                                    | РЭП                                    | стрельбовые испытания                  | Fire Unit 3                            | 28 августа 1979                        | попытка произвести пуск была неудачной | неисправность                          | 54                                     |
| 44 | III                                    | РЭП                                    | стрельбовые испытания                  | Fire Unit 3                            | 1 сентября 1979                        | | н/д                                    | 54                                     |
| | III                                    |                                        | стрельбовые испытания                  | Fire Unit 3                            | 8 ноября 1979                          | пуск ракеты с ОФБЧ по сверхзвуковой цели (QF-86E, б. н. RCAF 23252) | цель поражена                          | 56                                     |
| | III                                    |                                        | стрельбовые испытания                  | Fire Unit 2                            | 14 ноября 1979                         | попытка произвести пуск была неудачной | неисправность                          | 56                                     |
| | III                                    | РЭП                                    | оценка боевой эффективности            | Fire Unit 4/5                          | 19 ноября 1979                         | отработка военнослужащими регулярной воинской части мобильности сил и средств зенитных ракетных войск, развёртывания из походного в боевой порядок, действий в условиях применения условным противником оружия массового поражения, мер защиты военнослужащих и техники от оружия массового поражения без пуска ракет | зачёт                                  | 56                                     |
| 45 | III                                    | РЭП                                    | стрельбовые испытания                  | Fire Unit 2                            | 1 декабря 1979                         | | н/д                                    | 57                                     |
| 46 | III                                    | РЭП                                    | стрельбовые испытания                  | Fire Unit 3                            | 10 декабря 1979                        | | н/д                                    | 57                                     |
| | III                                    | РЭП                                    | оценка боевой эффективности            | Fire Unit 4/5                          | 8 января 1980                          | упражнения учебных стрельб по обнаружению, захвату и сопровождению военнослужащими регулярной воинской части 46 пилотируемых воздушных целей радиолокационными средствами комплекса (станциями обнаружения целей, наведения ракет и подсветки целей) без пуска ракет; упражнения проводились по программе Управления эксплуатационных испытаний и оценки вооружения и военной техники, всего было осуществлено десять вылетов сводной авиагруппы, оснащённой бортовыми станциями постановки радиоэлектронных помех, под прикрытием самолётов постановщиков-помех ВВС США в течение семи дней | зачёт                                  | 58                                     |
| 9 января 1980 | III                                    | РЭП                                    | оценка боевой эффективности            | Fire Unit 4/5                          |                                        | упражнения учебных стрельб по обнаружению, захвату и сопровождению военнослужащими регулярной воинской части 46 пилотируемых воздушных целей радиолокационными средствами комплекса (станциями обнаружения целей, наведения ракет и подсветки целей) без пуска ракет; упражнения проводились по программе Управления эксплуатационных испытаний и оценки вооружения и военной техники, всего было осуществлено десять вылетов сводной авиагруппы, оснащённой бортовыми станциями постановки радиоэлектронных помех, под прикрытием самолётов постановщиков-помех ВВС США в течение семи дней | зачёт                                  | 58                                     |
| 10 января 1980 | III                                    | РЭП                                    | оценка боевой эффективности            | Fire Unit 4/5                          |                                        | упражнения учебных стрельб по обнаружению, захвату и сопровождению военнослужащими регулярной воинской части 46 пилотируемых воздушных целей радиолокационными средствами комплекса (станциями обнаружения целей, наведения ракет и подсветки целей) без пуска ракет; упражнения проводились по программе Управления эксплуатационных испытаний и оценки вооружения и военной техники, всего было осуществлено десять вылетов сводной авиагруппы, оснащённой бортовыми станциями постановки радиоэлектронных помех, под прикрытием самолётов постановщиков-помех ВВС США в течение семи дней | зачёт                                  | 58                                     |
| 11 января 1980 | III                                    | РЭП                                    | оценка боевой эффективности            | Fire Unit 4/5                          |                                        | упражнения учебных стрельб по обнаружению, захвату и сопровождению военнослужащими регулярной воинской части 46 пилотируемых воздушных целей радиолокационными средствами комплекса (станциями обнаружения целей, наведения ракет и подсветки целей) без пуска ракет; упражнения проводились по программе Управления эксплуатационных испытаний и оценки вооружения и военной техники, всего было осуществлено десять вылетов сводной авиагруппы, оснащённой бортовыми станциями постановки радиоэлектронных помех, под прикрытием самолётов постановщиков-помех ВВС США в течение семи дней | зачёт                                  | 58                                     |
| 12 января 1980 | III                                    | РЭП                                    | оценка боевой эффективности            | Fire Unit 4/5                          |                                        | упражнения учебных стрельб по обнаружению, захвату и сопровождению военнослужащими регулярной воинской части 46 пилотируемых воздушных целей радиолокационными средствами комплекса (станциями обнаружения целей, наведения ракет и подсветки целей) без пуска ракет; упражнения проводились по программе Управления эксплуатационных испытаний и оценки вооружения и военной техники, всего было осуществлено десять вылетов сводной авиагруппы, оснащённой бортовыми станциями постановки радиоэлектронных помех, под прикрытием самолётов постановщиков-помех ВВС США в течение семи дней | зачёт                                  | 58                                     |
| 13 января 1980 | III                                    | РЭП                                    | оценка боевой эффективности            | Fire Unit 4/5                          |                                        | упражнения учебных стрельб по обнаружению, захвату и сопровождению военнослужащими регулярной воинской части 46 пилотируемых воздушных целей радиолокационными средствами комплекса (станциями обнаружения целей, наведения ракет и подсветки целей) без пуска ракет; упражнения проводились по программе Управления эксплуатационных испытаний и оценки вооружения и военной техники, всего было осуществлено десять вылетов сводной авиагруппы, оснащённой бортовыми станциями постановки радиоэлектронных помех, под прикрытием самолётов постановщиков-помех ВВС США в течение семи дней | зачёт                                  | 58                                     |
| 14 января 1980 | III                                    | РЭП                                    | оценка боевой эффективности            | Fire Unit 4/5                          |                                        | упражнения учебных стрельб по обнаружению, захвату и сопровождению военнослужащими регулярной воинской части 46 пилотируемых воздушных целей радиолокационными средствами комплекса (станциями обнаружения целей, наведения ракет и подсветки целей) без пуска ракет; упражнения проводились по программе Управления эксплуатационных испытаний и оценки вооружения и военной техники, всего было осуществлено десять вылетов сводной авиагруппы, оснащённой бортовыми станциями постановки радиоэлектронных помех, под прикрытием самолётов постановщиков-помех ВВС США в течение семи дней | зачёт                                  | 58                                     |
| | III                                    | РЭП                                    | стрельбовые испытания                  | Fire Unit 3                            | 16 января 1980                         | последний пуск ракеты, осуществлённый при участии сотрудников компании Raytheon | н/д                                    | 58                                     |
| 47 | III                                    | РЭП                                    | усложнённые стрельбовые                | Fire Unit 5                            | 5 февраля 1980                         | начало испытаний в сложных климатических и метеорологических условиях, ускоренного развёртывания/свёртывания боевых средств и их передислокации | н/д                                    | 59                                     |
| 48 | III                                    | РЭП                                    | усложнённые стрельбовые                | Fire Unit 5                            | 5 февраля 1980                         | начало испытаний в сложных климатических и метеорологических условиях, ускоренного развёртывания/свёртывания боевых средств и их передислокации | н/д                                    | 59                                     |
| 49 | III                                    | РЭП                                    | усложнённые стрельбовые                | Fire Unit 5                            | 5 февраля 1980                         | начало испытаний в сложных климатических и метеорологических условиях, ускоренного развёртывания/свёртывания боевых средств и их передислокации | н/д                                    | 59                                     |
| G22 | III                                    | РЭП                                    | доводочные испытания                   | Fire Unit 4                            | 8 февраля 1980                         | | н/д                                    | 59                                     |
| G23 | III                                    | РЭП                                    | доводочные испытания                   | Fire Unit 4                            | 8 февраля 1980                         | н/д |                                        | 59                                     |
| 50 | III                                    | РЭП                                    | усложнённые стрельбовые                | Fire Unit 5                            | 25 февраля 1980                        | | н/д                                    | 60                                     |
| 51 | III                                    | РЭП                                    | усложнённые стрельбовые                | Fire Unit 5                            | 25 февраля 1980                        | н/д |                                        | 60                                     |
| G20 | III                                    | РЭП                                    | доводочные испытания                   | Fire Unit 5                            | 29 февраля 1980                        | упражнение контрольных стрельб, одновременный пуск двух ракет с ОФБЧ по двум сверхзвуковым целям | н/д                                    | 60                                     |
| G21 | III                                    | РЭП                                    | доводочные испытания                   | Fire Unit 5                            | 29 февраля 1980                        | упражнение контрольных стрельб, одновременный пуск двух ракет с ОФБЧ по двум сверхзвуковым целям | н/д                                    | 60                                     |
| 52 | III                                    | РЭП                                    | доводочные испытания                   | Fire Unit 5                            | 7 марта 1980                           | упражнение контрольных стрельб, одновременный пуск двух ракет с ОФБЧ по двум сверхзвуковым целям | н/д                                    | 60                                     |
| 53 | III                                    | РЭП                                    | доводочные испытания                   | Fire Unit 5                            | 7 марта 1980                           | упражнение контрольных стрельб, одновременный пуск двух ракет с ОФБЧ по двум сверхзвуковым целям | н/д                                    | 60                                     |
| G24 | III                                    | РЭП                                    | доводочные испытания                   | Fire Unit 5                            | 18 марта 1980                          | упражнение контрольных стрельб, одновременный пуск двух ракет с ОФБЧ по двум сверхзвуковым целям | н/д                                    | 61                                     |
| G25 | III                                    | РЭП                                    | доводочные испытания                   | Fire Unit 5                            | 18 марта 1980                          | упражнение контрольных стрельб, одновременный пуск двух ракет с ОФБЧ по двум сверхзвуковым целям | н/д                                    | 61                                     |
| G14 | III                                    | РЭП                                    | доводочные испытания                   | Fire Unit 5                            | 25 марта 1980                          | упражнение контрольных стрельб, одновременный пуск трёх ракет с ОФБЧ по трём сверхзвуковым целям | н/д                                    | 61                                     |
| G18 | III                                    | РЭП                                    | доводочные испытания                   | Fire Unit 5                            | 25 марта 1980                          | упражнение контрольных стрельб, одновременный пуск трёх ракет с ОФБЧ по трём сверхзвуковым целям | н/д                                    | 61                                     |
| G19 | III                                    | РЭП                                    | доводочные испытания                   | Fire Unit 5                            | 25 марта 1980                          | упражнение контрольных стрельб, одновременный пуск трёх ракет с ОФБЧ по трём сверхзвуковым целям | н/д                                    | 61                                     |
| 54 | III                                    | РЭП                                    | усложнённые стрельбовые                | Fire Unit 4/5                          | 26 марта 1980                          | | н/д                                    | 61                                     |
| 55 | III                                    | РЭП                                    | усложнённые стрельбовые                | Fire Unit 4/5                          | 26 марта 1980                          | н/д |                                        | 61                                     |
| G8 | III                                    | РЭП                                    | доводочные испытания                   | Fire Unit 5                            | 19 апреля 1980                         | | н/д                                    | 62                                     |
| G13 | III                                    | РЭП                                    | доводочные испытания                   | Fire Unit 5                            | 5 мая 1980                             | попытка произвести пуск была неудачной | неисправность                          | 62                                     |
| 57 | III                                    | РЭП                                    | доводочные испытания                   | Fire Unit 5                            | 19 мая 1980                            | | н/д                                    | 63                                     |
| G1 | III                                    | РЭП                                    | доводочные испытания                   | Fire Unit 5                            | 23 мая 1980                            | | н/д                                    | 63                                     |
| G6 | III                                    | РЭП                                    | доводочные испытания                   | Fire Unit 5                            | 5 июня 1980                            | попытка произвести пуск была неудачной | неисправность                          | 64                                     |
| 58 | III                                    | РЭП                                    | доводочные испытания                   | Fire Unit 5                            | 11 июня 1980                           | | н/д                                    | 64                                     |
| G13a | III                                    | РЭП                                    | доводочные испытания                   | Fire Unit 5                            | 13 июня 1980                           | | н/д                                    | 64                                     |
| 59 | III                                    | РЭП                                    | доводочные испытания                   | Fire Unit 5                            | 25 июня 1980                           | | н/д                                    | 64                                     |
| G6a | III                                    | РЭП                                    | доводочные испытания                   | Fire Unit 5                            | 16 июля 1980                           | | н/д                                    | 65                                     |
| G26 | III                                    | РЭП                                    | доводочные испытания                   | Fire Unit 5                            | 18 июля 1980                           | | н/д                                    | 65                                     |
| G27 | III                                    | РЭП                                    | доводочные испытания                   | Fire Unit 5                            | 21 июля 1980                           | | н/д                                    | 65                                     |
| | пнв                                    |                                        | учебные стрельбы                       | Production Fire Unit                   | 26 октября 1982                        | первый пуск ракеты с ОФБЧ военнослужащими штатного зенитного ракетного подразделения по сверхзвуковой цели (QF-86E, б. н. RCAF 23146) | цель поражена                          | 91                                     |
| | пнв                                    |                                        | учебные стрельбы                       | Production Fire Unit                   | 6 ноября 1982                          | пуск ракеты с ОФБЧ по сверхзвуковой цели (QF-86E, б. н. RCAF 23352) не состоялся в силу технических причин (отказ автопилота и крушение самолёта-мишени) | отбой стрельбам                        | 92                                     |
| Нумерация пусков носит условный характер, так как точное их количество не установлено, в различных источниках приводится противоречивая информация относительно общего количества пусков в тот или иной период, соотношения количества результативных пусков к безрезультатным попыткам, количества пусков управляемых образцов и неуправляемых, а также пусков ракет, оснащённых осколочно-фугасной или инертной боевой частью. — важные вехи в ходе испытаний, — несостоявшиеся события или упражнения без пуска ракет. |                                        |                                        |                                        |                                        |                                        | |                                        |                                        |
| - Downey, Ron. Flight Systems Sabres (электронный ресурс) // Aviation Archives (Дата обращения: 15 марта 2017) |                                        |                                        |                                        |                                        |                                        | |                                        |                                        |

## Хронология
Источник
. В скобках приводится период времени (месяцев) до начала или после начала опытно-конструкторских работ.
Patriot A
Предыстория
- Май 1963 — распоряжение Министра обороны США Роберта Макнамары о начале работ над проектом зенитного ракетного комплекса SAM-D
- 18 февраля 1965 — официальное оглашение министром ряда подробностей ведущейся работы в ходе слушаний в Комитете палаты представителей по вооружённым силам

Стадия проектирования и проведения научно-исследовательских работ
- Май 1967 (-58) — подведение итогов I-го этапа работ, заключение контракта на изготовление опытного прототипа ракеты
- Ноябрь 1970 (-16) — первый пуск опытного прототипа, сопряжённого с наземной командной аппаратурой

Стадия испытаний и опытно-конструкторских работ
- Февраль 1972 (-1) — подведение итогов II-го этапа работ
- Март 1972 (0) — начало опытно-конструкторских работ/заключение контракта на проведение опытно-конструкторских работ
- Ноябрь 1973 (20) — первый пуск неуправляемого опытного прототипа, сопряжённого с наземной командной аппаратурой с управлением по проводам
- 27 февраля 1975 (35) — первый пуск управляемого опытного прототипа, оснащённого системой наведения, начальная стадия испытаний и оценки тактико-технических данных
- 6 февраля 1976 (47) — завершение программы заводских испытательных пусков
- 2 декабря 1976 (57) — начало испытательных пусков второго этапа программы стрельбовых испытаний
- 2 июня 1977 (63) — завершение испытательных пусков второго этапа программы стрельбовых испытаний
- 4 ноября 1977 (68) — начало испытательных пусков третьего этапа программы стрельбовых испытаний
- Ноябрь 1979 (92) — заказ первой предсерийной партии в количестве 155 ракет
- 8 декабря 1979 (93) — временное приостановление испытаний
- 10 декабря 1979 (93) — завершение испытательных пусков третьего этапа программы стрельбовых испытаний
- 9 января 1980 (94) — возобновление испытаний
- 5 февраля 1980 (95) — начало первоначальных эксплуатационных испытаний и оценки состояния
- 26 марта 1980 (96) — завершение первоначальных эксплуатационных испытаний и оценки состояния
- 5 мая 1980 (98) — начало контрольных испытаний перед принятием комплекса на вооружение
- 25 июня 1980 (99) — завершение контрольных испытаний и оценки тактико-технических данных

Предсерийное и серийное производство
- Август 1980 (101) — проверка готовности головного предприятия-подрядчика к организации серийного производства
- Сентябрь 1980 (102) — подведение итогов этапа II-A
- Октябрь 1980 (103) — подготовка к производству первой партии серийных образцов ракет
- Февраль 1981 (107) — подготовка к производству второй партии серийных образцов ракет
- Август 1981 (113) — заказ второй партии в количестве 92 ракет
- Ноябрь 1981 (116) — подготовка к производству партии серийных образцов ракет
- Январь 1982 (118) — доставка первой партии ракет
- Апрель 1982 (121) — подведение итогов этапа II-B
- Май 1982 (122) — заказ третьей партии в количестве 176 ракет
- Декабрь 1982 (129) — проверка физических характеристик
- Февраль 1983 (131) — заступление первого оснащённого ракетами подразделения на боевое дежурство
- Июль 1983 (136) — доставка второй партии серийных образцов ракет
- Сентябрь 1983 (138) — доставка третьей партии серийных образцов ракет

Patriot Multi-Mode (MM)
Стадия проектирования и проведения научно-исследовательских работ
- 24 июля 1989 (0) — заключение контракта на изготовление шести многорежимных головок самонаведения (MMS), четырёх опытных прототипов ракет для стрельбовых испытаний, по одной для контрольных испытаний, стрельб на полигоне Уайт-Сендс и испытаний системы наведения, итого на поставку 7 ракет
- 11 апреля 1992 (33) — первый пуск управляемого опытного прототипа, оснащённого системой наведения
- 26 октября 1993 (51) — последний пуск управляемого опытного прототипа, завершение программы испытаний, свёртывание проекта в пользу ERINT-1

### Закупки
28 марта 2018 года контракт на поставку систем «Пэтриот» подписала Польша. В результате сделки, сумма которой составляет 4,75 миллиардов долларов, Польша получит 16 пусковых установок, 4 радиолокационные станции и 208 ракет. Первые поставки начнутся в 2022 году.
17 сентября 2020 года Румыния получила первый комплект зенитно-ракетного комплекса «Патриот». Поставка осуществлённая в рамках выполнения контракта, заключённого между правительствами США и Румынии в 2017 году на сумму в 4 млрд долларов. В поставку должны войти семь РЛС AN/MPQ-65, семь командных пунктов AN/MSQ-132, 28 пусковых установок M903, 56 зенитных управляемых ракет Patriot MIM-104E Guidance Enhanced Missile-TBM (GEM-T), 168 противоракет Patriot Advanced Capabilty-3 (PAC-3) Missile Segment Enhancement (MSE), семь электрогенераторов EPP III и 13 подъёмно-мачтовых устройств.
Республика Корея также намеревается модифицировать несколько бывших в употреблении систем «Пэтриот» после испытаний Северной Кореей баллистических ракет.
| Закупки комплексов и ракет | Закупки комплексов и ракет | Закупки комплексов и ракет | Закупки комплексов и ракет | Закупки комплексов и ракет | Закупки комплексов и ракет | Закупки комплексов и ракет | Закупки комплексов и ракет |
| Год                        | Закуплено                  | Закуплено                  | Бюджет                     | Бюджет                     | Бюджет                     | Бюджет                     | АИ                         |
| Год                        | ЗРК                        | ракет                      | производство               | НИОКР                      | запчасти                   | итого                      | АИ                         |
| -------------------------- | -------------------------- | -------------------------- | -------------------------- | -------------------------- | -------------------------- | -------------------------- | -------------------------- |
| 1980- 1985                 | 55                         | 1590                       | $4,5663 млрд               | $2,0888 млрд               | $13,7 млн                  | $6,6688 млрд               | [ 50 ]                     |
| 1986                       | 12                         | 585                        | $1,0206 млрд               | $50,8 млн                  | $18,7 млн                  | $1,0901 млрд               | [ 50 ]                     |
| 1987                       | 12                         | 700                        | $1,0339 млрд               | $40,2 млн                  | $40,9 млн                  | $1,115 млрд                | [ 50 ]                     |
| 1988                       | 12                         | 715                        | $1,0386 млрд               | $50,2 млн                  | $64,1 млн                  | $1,1529 млрд               | [ 50 ]                     |
| 1989                       | 9                          | 815                        | $974,5 млн                 | $200,4 млн                 | $253,3 млн                 | $2,656 млрд                | [ 50 ]                     |
| 1990                       |                            | 817                        |                            |                            |                            |                            | [ 50 ]                     |
| 1991                       |                            | 1100                       | $1,0028 млрд               | $45,9 млн                  | 0                          | $1,0487 млрд               | [ 51 ]                     |
| 1992                       |                            | 97                         | $156,1 млн                 | $37,9 млн                  | 0                          | $194,0 млн                 | [ 51 ]                     |
| 1993                       |                            | 0                          | $25,2 млн                  | $38,4 млн                  | $4,2 млн                   | $67,8 млн                  | [ 51 ]                     |

## Боевое применение

### Война в Персидском заливе (1991)
Всего, по официальным данным США, американскими наблюдателями с 17 января 1991 года зарегистрирован 81 пуск оперативно-тактических ракет с позиций на юге Ирака по территории Саудовской Аравии и с позиций на западе Ирака по Израилю, большая часть которых была эффективно перехвачена на подлёте (сбиты с траектории полёта и упали вдали от целей или разделены в воздухе на мелкие фрагменты), — свыше 80 % от общего числа попыток их перехвата над Саудовской Аравией и свыше 50 % успешных случаев перехвата над Израилем (по оценке американского армейского командования в материале, опубликованном 9 декабря 1991 года в информационном бюллетене Inside the Army за авторством бригадного генерала Роберта Дролета, председатель в Комитете палаты представителей по вооружённым силам Лес Эспин дал несколько иные цифры в ходе своего выступления 1 мая 1991 года — 89 % и 44 %, соответственно). Комплексы «Пэтриот» не применялись по приближающимся боевым частям, чья расчётная точка встречи с землёй находилась вне зоны прикрытия сил противоракетной обороны. Армейская оценка эффективности применения ЗРК «Пэтриот» могла содержать в себе ошибки, так как в значительной степени основывалась на докладах очевидцев сразу после имевшего место успешного перехвата или промаха, — по этому поводу заместитель председателя Объединённого комитета начальников штабов по оперативным вопросам генерал-лейтенант Томас Келли заявил:
Слишком много событий происходит очень быстро и почти невозможно наблюдателям, находящимся на месте событий сразу знать, что к чему. […] Очень-очень сложно сказать наверняка сходу или даже в течение нескольких часов после события, что случилось и что куда упало. Это требует длительного времени для выяснения. В некоторых случаях вы никогда не узнаете наверняка, что и куда упало.
Иракские ракетные войска наносили удары по пунктам базирования военной авиации и штабам коалиционных сил в Израиле и Саудовской Аравии, однако, ряд факторов, таких как удалённость целей от стартовых позиций, недоработанность иракских ракетных вооружений в целом и их систем наведения в частности, а также противодействие ПРО коалиционных сил, приводил к тому, что боевые части ракет отклонялись от запрограммированной траектории полёта и попадали по жилым секторам и промышленным зонам. Ниже приводится список случаев боевого применения ракет «Пэтриот» в ходе войны в Персидском заливе по официальным данным американской стороны (время нанесения ударов указано местное столичное, Тель-Авив или Эр-Рияд соответственно)

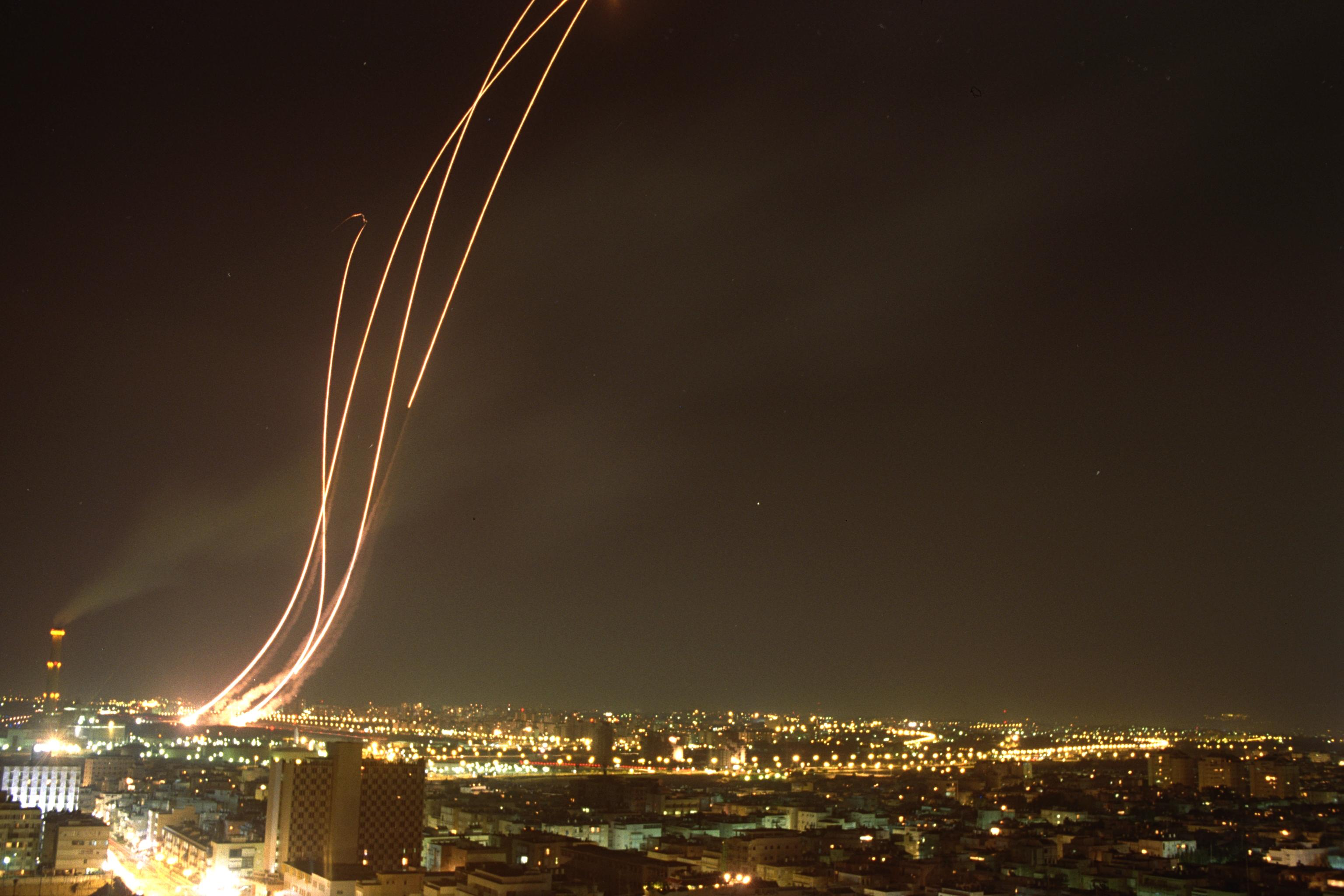
Пуск ракет батареей ПРО «Пэтриот» на перехват иракской ОТР на фоне ночного неба над Тель-Авивом, 11 февраля 1991 года

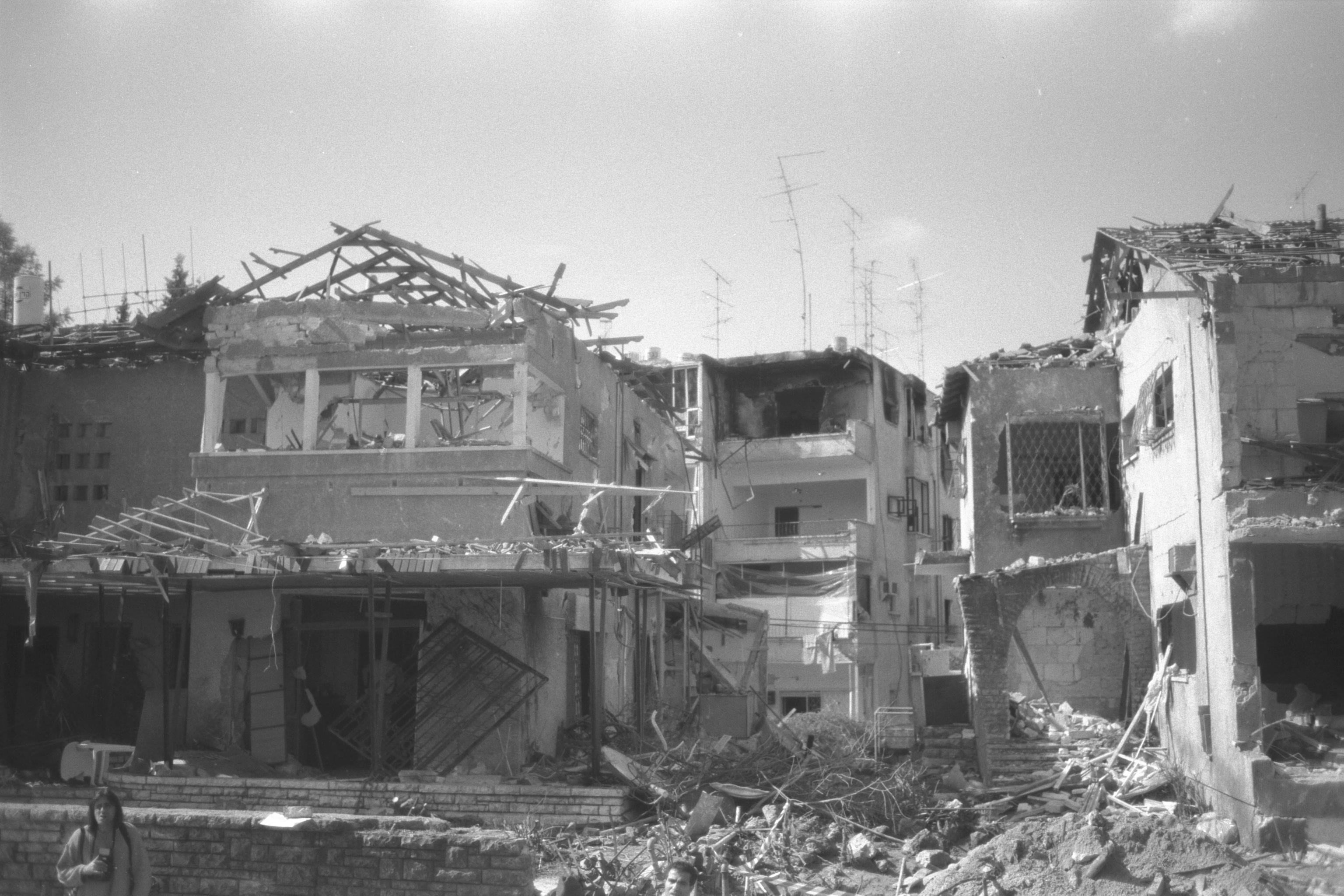
Развалины жилых домов в Рамат-Гане — результат неудачного перехвата, 1991 год

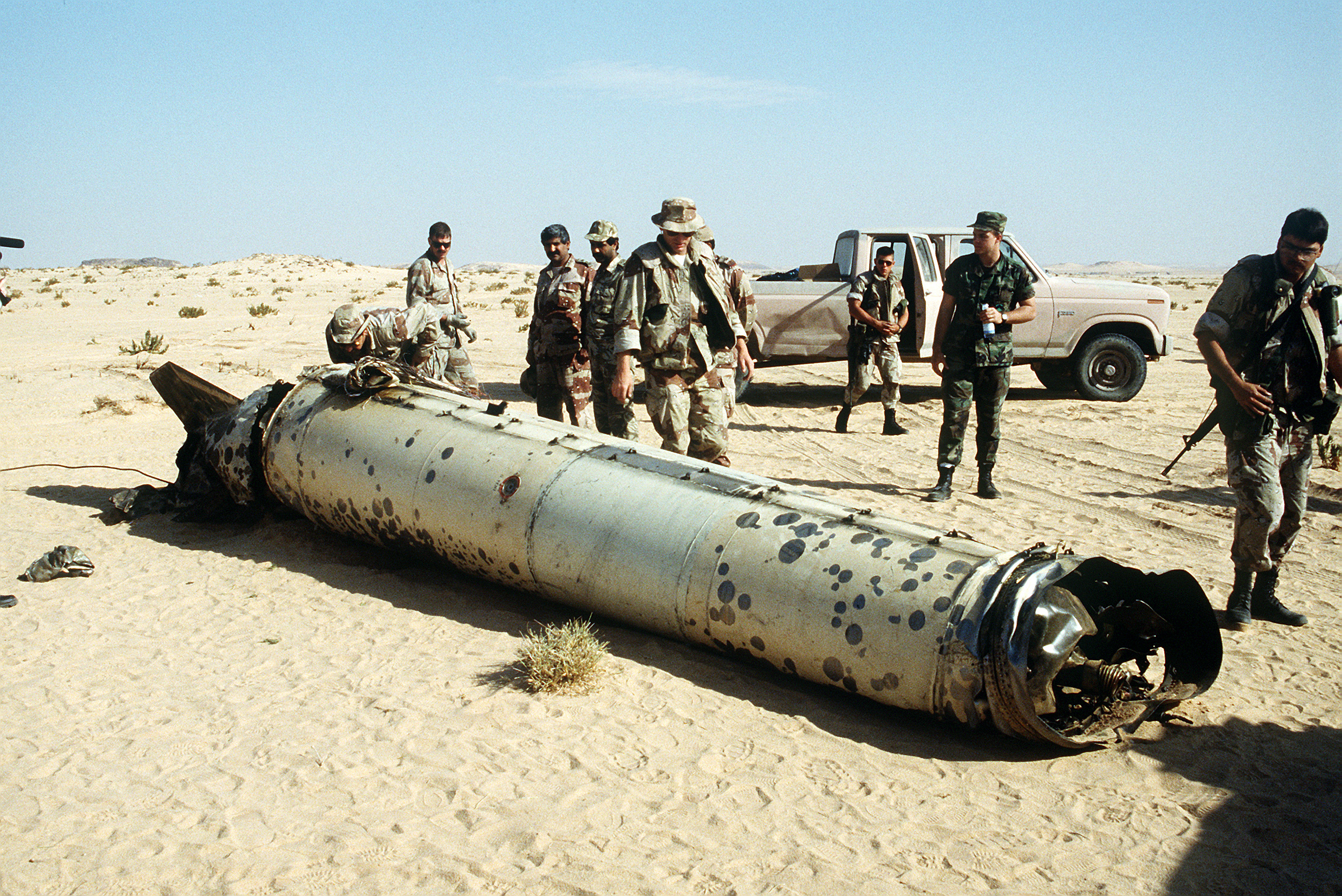
Корпус иракской оперативно-тактической ракеты, сбитой батареей ПРО «Пэтриот» и упавшей в Аравийской пустыне, осматривается группой американских и саудовских военных

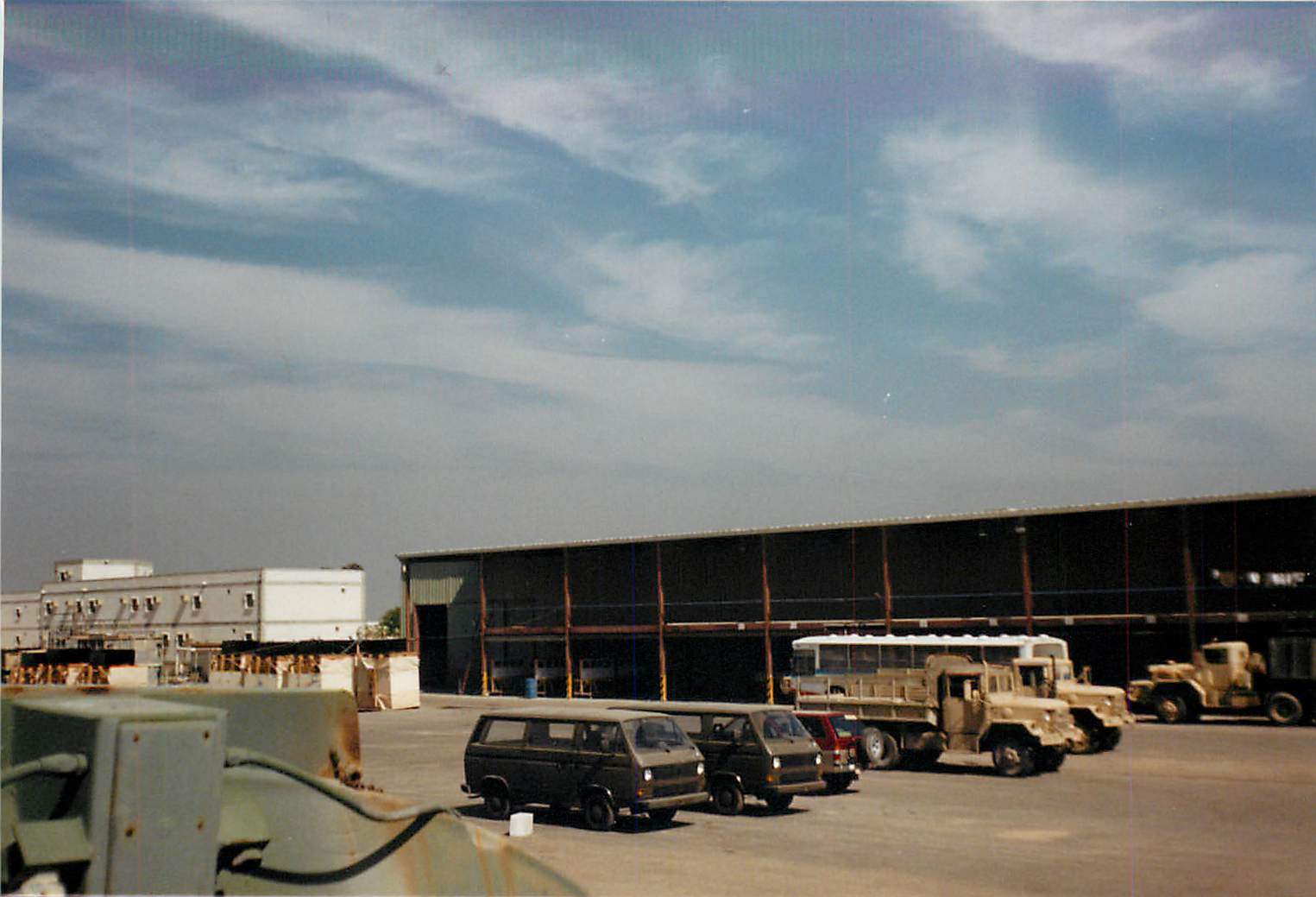
Складские сооружения Дахранской авиабазы ВВС США (на фото) были практически полностью уничтожены вместе с другими зданиями и инфраструктурой в результате неудачного перехвата иракской ОТР, похоронив под собой 28 американских военнослужащих

- 18 января 1991 (Пт) —   7 ракет по терр. Израиля, попытки перехвата не удались,  1 по терр. Саудовской Аравии уничтожена на подлёте[54]
- 19 января 1991 (Сб) —   3 по терр. Израиля, попытки перехвата не удались,  2 ракеты «Пэтриот» пущены батареей ПРО с терр. Саудовской Аравии из-за технической неисправности[55]
- 20 января 1991 (Вс) —  9:50 — 3 ракеты по терр. Израиля, все 3 сбиты,   12:45 — 10 ракет по терр. Саудовской Аравии, 9 сбито[56]
- 21 января 1991 (Пн) —  10:00 — 2 ракеты по терр. Саудовской Аравии сбиты 5 ракетами «Пэтриот»;  10 ракет по терр. Саудовской Аравии, 9 сбито, 1 не была обстреляна, упала в Персидский залив[57]
- 22 января 1991 (Вт) —   6 ракет по терр. Саудовской Аравии, 4 сбито, 1 не была обстреляна, упала в Персидский залив, 1 попала в цель по Эр-Риядской авиабазе[англ.] ВВС США[58]
- 23 января 1991 (Ср) —  1 ракета по терр. Израиля, попытка перехвата удалась частично, фрагменты попали по Тель-Авивскому университету, обломки ракеты «Пэтриот» были обнаружены неподалёку[59]
- 24 января 1991 (Чт) —  1 по терр. Израиля, успешно сбита;  5 по терр. Саудовской Аравии, все 5 сбиты[60]
- 25 января 1991 (Пт) —  14:15 — 2 ракеты по терр. Саудовской Аравии обе сбиты,  22:43 — 1 ракета по терр. Саудовской Аравии по Дахранской авиабазе[англ.] ВВС США, была сбита[61]
- 26 января 1991 (Сб) —  6 ракет по терр. Израиля, все 6 сбиты,   15:29 — 3 ракеты по терр. Саудовской Аравии по Эр-Риядской авиабазе ВВС США, 1 уничтожена, 2 отклонились от исходной траектории в результате взрывов ракет-перехватчиков но их боевые части попали по Эр-Рияду[62]
- 27 января 1991 (Вс) —  5 ракет по терр. Израиля, все 5 сбиты,  22:48 — 1 по терр. Саудовской Аравии, сбита с траектории, боевая часть упала и взорвалась на пустыре[63]
- 28 января 1991 (Пн) —   14:04 — 1 ракета по терр. Израиля, попытка перехвата не удалась, недолёт восточнее Тель-Авива на малонаселённой территории в районе Западного берега реки Иордан;  12:55 1 по Эр-Риядской авиабазе ВВС США, успешно сбита[64]
- 29—30 января 1991 (Вт-Ср) — пусков с территории Ирака не зарегистрировано[65]
- 31 января 1991 (Чт) —   11:56 — 1 ракета по терр. Израиля, попытка перехвата не удалась, недолёт в 15 милях юго-восточнее Тель-Авива[66]
- 1 февраля 1991 (Пт) — пусков не зарегистрировано[67]
- 2 февраля 1991 (Сб) —   13:24 — 1 ракета по терр. Израиля попытка перехвата не удалась, недолёт в районе Западного берега реки Иордан;   21:00 — 1 ракета по терр. Израиля попытка перехвата двумя ракетами «Пэтриот» не удалась[68]
- 3 февраля 1991 (Вс) —   2:30 — 1 ракета по терр. Израиля попытка перехвата не удалась, упала в Иордании;  1:00 — 1 ракета по терр. Саудовской Аравии, по Эр-Риядской авиабазе ВВС США, была сбита с траектории, упала в жилом районе на окраине города[69]
- 4—6 февраля 1991 (Пн-Ср) — пусков не зарегистрировано[70]
- 7 февраля 1991 (Чт) —  16:00 — 1 ракета по терр. Саудовской Аравии, по Эр-Риядской авиабазе ВВС США, уничтожена в воздухе[71]
- 8 февраля 1991 (Пт) — пусков не зарегистрировано[71]
- 9 февраля 1991 (Сб) —  1 ракета по терр. Израиля, попытка перехвата удалась частично, боевая часть отклонилась от исходной траектории, но попала по Тель-Авиву[72]
- 10 февраля 1991 (Вс) — пусков не зарегистрировано[72]
- 11 февраля 1991 (Пн) —   11:54 — 1 ракета по терр. Израиля;  14:21 — 1 ракета по терр. Саудовской Аравии по Эр-Риядской авиабазе ВВС США, уничтожена в воздухе, обломки упали в городе;   18:24 — 1 ракета по терр. Саудовской Аравии попытка перехвата не удалась[73]
- 12—13 февраля 1991 (Вт-Ср) — пусков не зарегистрировано[74]
- 14 февраля 1991 (Чт) —  11:45 — 2 ракеты по терр. Саудовской Аравии недолёт в жилом районе Хафар-эль-Батина, попыток перехвата не предпринималось[75]
- 15 февраля 1991 (Пт) — пусков не зарегистрировано[76]
- 16 февраля 1991 (Сб) —  2:00 — 1 ракета по терр. Саудовской Аравии по цели в Эль-Джубайле, попыток перехвата не предпринималось[77]
- 17 февраля 1991 (Вс) —   2 ракеты по терр. Израиля, по пунктам базирования истребительной авиации коалиционных сил в Хайфе и Тель-Авиве, попытки перехвата не удались[78]
- 18 февраля 1991 (Пн) — пусков не зарегистрировано[79]
- 19 февраля 1991 (Вт) —   19:52 — 1 ракета Тель-Авиву, попытка перехвата не удалась[80]
- 20 февраля 1991 (Ср) — пусков не зарегистрировано[81]
- 21 февраля 1991 (Чт) —   3 ракеты по терр. Саудовской Аравии по военной базе им. короля Халида[англ.] Армии США, попытки перехвата не удались. Результаты обстрела не известны;  21:00 — 1 ракета по Хафар-эль-Батину, попыток перехвата не предпринималось, боевая часть упала и взорвалась в пустыне[82]
- 22 февраля 1991 (Пт) —  2:30 — 1 ракета по Бахрейну, сбита в полёте, обломки упали в Персидский залив[83]
- 23 февраля 1991 (Сб) —   18:48 — 1 ракета по терр. Израиля, попытка перехвата не удалась;  5:00 — 1 ракета по восточному региону Саудовской Аравии, развалилась в полёте от аэродинамических перегрузок, попыток перехвата не предпринималось[84]
- 24 февраля 1991 (Вс) —   2 ракеты по терр. Израиля, попытки перехвата не удались,   1 по терр. Саудовской Аравии по военной базе им. короля Халида ВВС США, попытка перехвата не удалась[85]
- 25 февраля 1991 (Пн) —   20:23 — 1 ракета по терр. Саудовской Аравии попытка перехвата не удалась, точное попадание по казарменным зданиям и складским сооружениям Дахранской авиабазы, 28 американских военнослужащих погибло, 100 ранено, в число ста раненых впоследствии зачислили военнослужащих коалиционных сил других национальностей (самый успешный по потерям живой силы противника случай применения иракской стороной баллистических ракет в период войны в Персидском заливе и самые большие потери собственных военнослужащих американской стороной в результате неудачного перехвата ракеты противника)[86]
- 26 февраля 1991 (Вт) —   1:30 — 1 ракета по Катару, попытка перехвата не удалась[87]. Последний случай обстрела[88].

Пояснения к хронологическому списку:  — успешный перехват,  — частично успешный перехват,  — неудачный перехват,  — пассивное выжидание.
В ходе визита на Андоверский ракетный завод компании Raytheon 18 февраля 1991 года Президент США Джордж Буш заявил:

Критики говорили, что этот комплекс имеет множество недостатков, что результаты стрельб на испытательном полигоне не сравнимы с применением его в боевой обстановке. Вы знали, они были не правы, — эти критики, — все они. И теперь мир тоже это знает. […] Я уверен, что некоторые эксперты скажут, что «Пэтриот» не совершенен. Нет таких комплексов и никогда не будет [о которых можно было бы сказать, что они совершенны]. Не каждый перехват заканчивается полным уничтожением [боевой части ракеты противника]. Но «Пэтриот» доказал, что противоракетная оборона работает".
Оригинальный текст (англ.)The critics said that this system [Patriot] was plagued with problems, that results from the test range wouldn’t stand up under battlefield conditions. You knew they were wrong-those critics-all along. And now the world knows it, too. […] No, I’m sure that some experts would say Patriot’s not perfect. No system is; no system ever will be. Not every intercept results in total destruction. But Patriot is proofpositive that missile defense works.
Во время Войны в Персидском заливе 1991 года одна из батарей «Пэтриот» была развернута в Дахране (Саудовская Аравия) для ракетной обороны подразделений Армии США.

25 февраля 1991 года по казармам этих подразделений был нанесен ракетный удар иракскими ракетами типа «Р-17». Ни одна из ракет не была перехвачена и попала в казарму, в результате чего погибло 28 американских солдат и ещё двести получили ранения. 

Расследование инцидента выявило ошибку в программном обеспечении Пэтриотов, которая за каждые 100 часов бесперебойной работы батареи приводила к отклонению системных часов на одну треть секунды, что в конечном итоге приводило к неточным расчетам (такая ошибка связана с известной проблемой переполнения целочисленного регистра).
Также, согласно результатам расследования, на эффективность перехвата повлиял факт модификации иракцами своих Скадов. В целях увеличения дальности и скорости полета иракские военные понизили вес боеголовок, что привело к нестабильному полету ракет, которые имели тенденцию распадаться на конечном участке полета, тем самым усложняя задачу по качественному перехвату боевой части.
Режим работы. Старт целей фиксировался парой геостационарных спутников. Управлялись они из Австралии, куда и передавали информацию о ракетном пуске. Из ЦУПа сведения шли в США, в американский штаб космической обороны. Там информацию обсчитывал компьютер и выдавал прицельные характеристики на батареи «Пэтриот» в Израиле.
Выяснилась уязвимость для песка и перебоев в электроснабжении, случались несанкционированные пуски. Эффективная зона перехвата составила 20 км по высоте и 7 против баллистических целей.
Споры о точности и качестве перехватов
По окончании войны в США начались споры об эффективности комплекса Пэтриот. Критики иногда заявляли о такой низкой точности перехвата, как 25 % в Саудовской Аравии и 33 % — в Израиле. Защитники же указывали на очень высокую эффективность.
Так, представители Армии США публиковали данные о 80 % успешного перехвата в Саудовской Аравии и 50 % в Израиле. 
Также Президент США Джордж Буш заявлял о 42 «скадах», из которых 41 был перехвачен. Очевидно, что, несмотря на многократно меньшую точность иракских модификаций ракеты, при снаряжении их ОМП даже в малонаселённой местности, будучи только отклонёнными от курса при перехвате, они могли в любой момент нанести огромный урон (неразрушенные ракеты, неповреждённая боевая часть).
По словам некоторых критиков, несмотря на стрельбу практически в идеальных условиях (отсутствие ложных целей, радиопомех, массового пуска ТБР), эффективность комплекса была невысокой — около 0,5. При перехвате иракских ТБР в большинстве случаев происходило только поражение её корпуса, а не уничтожение боевой части с зарядом взрывчатого вещества, что практически не уменьшает ущерба при стрельбе по площадным целям. Как правило, обстрел целей производился двумя ЗУР.
Впрочем, учитывая низкую собственную точность ракет типа Р-17, критерий причисления поражённых ракет к «сбитым» носит субъективный характер и реальная эффективность вряд ли может быть оценена достоверно. Более же поздние модификации ЗРК «Пэтриот», отличающиеся большей точностью наведения, более совершенным ПО и наличием нового взрывателя, обеспечивающего детонацию боевой части при достаточном приближении к ракете противника, в 2003 году в войне с Ираком дали уже иные результаты — все 9 запущенных Ираком «Скадов» были сбиты.
Самолёты противника им не сбивались, так как все батареи базировались вне Ирака (что нисколько не исключает недостаточность дальности, мобильности и эффективности перехвата), а также в связи с полным превосходством в воздухе, достигнутым ВВС стран антииракской коалиции в первые недели войны.

### Иракская война (2003)
В ходе военной операции «Иракская свобода» батареи Пэтриотов были развернуты в кувейтском Кэмп Доха для ракетной обороны штаба коалиционных войск. 27 марта 2003 года данный штаб подвергся удару тактическими ракетами со стороны Ирака. Все ракеты были успешно перехвачены и уничтожены противоракетами Пэтриотов.
Дважды вёлся результативный дружественный огонь. Так, в марте 2003 года на ирако-кувейтской границе американской батареей «Пэтриот» был сбит британский истребитель-бомбардировщик Торнадо. Также сбивался самолёт F/A-18.
Известен случай атаки пилотом F-16 сил коалиции данного комплекса ПВО, о жертвах и разрушениях не сообщается, инцидент признан командованием коалиции, перехват атакующего боеприпаса не состоялся. Боеприпас попал в один из элементов ПВО. Использовалась ПРР типа «Харм», которая не попала в цель, но позднее в одном из радаров было обнаружено повреждение осколком ракеты, что потребовало заменить РЛС.

### Гражданская война в Сирии
В сентябре 2014 года израильским ЗРК «Пэтриот» был сбит бомбардировщик Су-24 САВВС, залетевший в оккупированную Израилем территорию Голанских высот.
В 2016 году БПЛА залетел на территорию Голанских высот, сбить БПЛА Пэтриот не смог, беспилотник вернулся.
В апреле 2017 года был сбит БПЛА, который залетел на территорию Голанских высот со стороны Сирии.
По запросу правительства Турции во избежание обстрела ракетами со стороны Сирии страны НАТО (США, Нидерланды, Германия) разместили комплексы ЗРК Пэтриот на территории Турции в рамках проводимой с декабря 2012 года операции НАТО «Активное ограждение» (Operation Active Fence).
11 июля 2018 года БПЛА, проникший со стороны Сирии в глубь территории Израиля примерно на 10 км, сбит системой «Пэтриот».
24 июля 2018 года израильским ЗРК Пэтриот был сбит самолёт Су-22 САВВС, залетевший в воздушное пространство Израиля.

### Гражданская война в Йемене
В июне 2015 года ракетами «Пэтриот» была успешно перехвачена баллистическая ракета Р-17, выпущенная по территории Саудовской Аравии повстанцами-хуситами.
26 августа: ещё одна ракета, нацеленная на территорию Саудовской Аравии, была перехвачена парным пуском «Пэтриотов». В октябре 1 ракета успешно поразила аэродром. 1 ракета упала в пустыне.
4 ноября 2017 года: запуск хуситами баллистической ракеты по международному аэропорту Эр-Риада, была перехвачена с помощью противоракет MIM-104 Patriot.

### Российско-украинская война
4 мая 2023 года, согласно опубликованным фотографиям обломков, украинская ПВО впервые сбила гиперзвуковую ракету Х-47 «Кинжал» с помощью комплекса «Patriot». Согласно заявлениям, ракета была выпущена с МиГ-31К на территории России. О перехвате «Кинжала» противоракетой с ЗРК Patriot также заявили правительственные источники США, а также военные эксперты и аналитики. Однако военный обозреватель Русской службы Би-би-си Павел Аксёнов высказал мнение, что сложно поверить в то, что украинская ПВО смогла сбить российскую гиперзвуковую ракету «Кинжал».
15 мая 2023 года во время очередного ракетного обстрела одна из систем комплекса получила незначительные повреждения, что было подтверждено в Пентагоне. Причины повреждения неизвестны: маловероятно, что по элементу был нанесён успешный удар российской ракетой, а возможные причины варьируются от падения обломков сбитой ракеты до внештатной работы собственной из-за неисправности.
9 марта 2024 года в районе Покровска Донецкой области ВС РФ уничтожили как минимум две пусковые установки «Пэтриот» ударом ракетного комплекта «Искандер».

###### Эффективность
По заявлениям Украины уровень перехвата ракет Кинжал и Циркон комплексом «Пэтриот» составляет 25 %, но только при условии залпа всех 32 противоракет батареи, чтобы иметь хоть какой-то шанс сбить одну гиперзвуковую ракету.
По другим данным было сбито 8 из 17 ракет Кинжал, то есть около 50%.

## Операторы

Карта операторов Patriot. Текущие операторы выделены синим цветом, будущие операторы — фиолетовым

- Германия 30 M902 Patriot PAC-3 по состоянию на 2024 год[127]
- Греция 36 M901 Patriot PAC-2 по состоянию на 2024 год[128]
- Израиль некоторое количество M901 Patriot PAC-2 по состоянию на 2024 год[129]
- Испания 18 M901 Patriot PAC-2 по состоянию на 2024 год[130]
- Катар 34 M903 Partiot PAC-3 MSE по состоянию на 2024 год[131]
- Республика Корея 48 M902 Patriot PAC-3 CRI по состоянию на 2024 год[132]
- Кувейт 35 M902 Patriot PAC-3 по состоянию на 2024 год[133]
- Нидерланды 18 M902 Patriot PAC-3 по состоянию на 2024 год[134]
- ОАЭ 37 M902 Patriot PAC-3 по состоянию на 2024 год[135]
- Польша 2 M903 Patriot PAC-3 MSE по состоянию на 2024 год[136]
- Румыния 4 M903 Patriot PAC-3 MSE по состоянию на 2024 год[137]
- Саудовская Аравия 108 M902 Patriot PAC-3 по состоянию на 2024 год[138]
- США 480 M902/M903 Patriot PAC-3/PAC-3 MSE по состоянию на 2024 год[139]
- Китайская Республика более 72 M902 Patriot PAC-3 по состоянию на 2024 год[140]
- Швеция 12 M903 Patriot PAC-3 MSE по состоянию на 2024 год[141]
- Украина 12 M902 Patriot PAC-3 по состоянию на 2024 год[142], всего должны быть переданы 3 батареи Patriot PAC-3 MSE от США и Германии, 2 ПУ от Нидерландов[143][144][145]
- Япония 120 M902 PAC-3 собственного лицензионного производства по состоянию на 2024 год[146]